# Gąsieniczniki Wielkiej Brytanii
Gąsieniczniki Wielkiej Brytanii – ogół taksonów owadów z nadrodziny gąsieniczników, których występowanie stwierdzono na terenie Wielkiej Brytanii.

## Męczelkowate(Braconidae)

### Adeliinae
W Wlk. Brytanii stwierdzono m.in.:
- Adelius clandestinus
- Adelius erythronotus
- Adelius germanus
- Adelius subfasciatus
- Adelius viator

### Agathidinae
W Wlk. Brytanii stwierdzono m.in.:
- Agathis anglica
- Agathis assimilis
- Agathis breviseta
- Agathis fuscipennis
- Agathis griseifrons
- Agathis montana
- Agathis nigra
- Agathis rufipalpis
- Agathis varipes
- Bassus arcuatus
- Bassus brevicaudis
- Bassus calculator
- Bassus cingulipes
- Bassus clausthalianus
- Bassus conspicuus
- Bassus dimidiator
- Bassus epinotiae
- Bassus linguarius
- Bassus mediator
- Bassus nugax
- Bassus pumilus
- Bassus rufipes
- Bassus rugulosus
- Bassus tegularis
- Bassus tumidulus
- Earinus elator
- Earinus gloriatorius
- Earinus transversus

### Alysiinae
W Wlk. Brytanii stwierdzono m.in.:

- Agonia adducta
- Alloea contracta
- Alloea lonchopterae
- Alysia alticola
- Alysia atra
- Alysia cingulata
- Alysia fuscipennis
- Alysia incongrua
- Alysia lucia
- Alysia lucicola
- Alysia mandibulator
- Alysia manducator
- Alysia rufidens
- Alysia similis
- Alysia subaperta
- Alysia tipulae
- Alysia truncator
- Amyras clandestina
- Anisocyrta perdita
- Aphaereta debilitata
- Aphaereta falcigera
- Aphaereta major
- Aphaereta minuta
- Aphaereta stigmaticalis
- Aphaereta tenuicornis
- Aphanta hospita
- Aristelix phoenicura
- Asobara tabida
- Aspilota compressa
- Aspilota compressiventris
- Aspilota curta
- Aspilota fuscicornis
- Aspilota intermediana
- Aspilota jaculans
- Aspilota macrops
- Aspilota ruficornis
- Aspilota stenogaster
- Chaenusa conjungens
- Chaenusa naiadum
- Chaenusa nereidum
- Chaenusa limonaidum
- Chaenusa lymphata
- Chasmodon apterus
- Chorebus abaris
- Chorebus abnormiceps
- Chorebus agraules
- Chorebus alecto
- Chorebus albipes
- Chorebus amasis
- Chorebus ampliator
- Chorebus angelicae
- Chorebus anita
- Chorebus apollyon
- Chorebus aphantus
- Chorebus armida
- Chorebus ares
- Chorebus artemisiellus
- Chorebus asramenes
- Chorebus avesta
- Chorebus bathyzonus
- Chorebus brevicornis
- Chorebus bres
- Chorebus caelebs
- Chorebus calthae
- Chorebus cinctus
- Chorebus coxator
- Chorebus credne
- Chorebus crenulatus
- Chorebus crocale
- Chorebus cubocephalus
- Chorebus cylindricus
- Chorebus cytherea
- Chorebus dagda
- Chorebus daimenes
- Chorebus deione
- Chorebus difficilis
- Chorebus didas
- Chorebus diremtus
- Chorebus dirona
- Chorebus enephes
- Chorebus eros
- Chorebus esbelta
- Chorebus euryale
- Chorebus fallaciosae
- Chorebus fallax
- Chorebus flavipes
- Chorebus fordi
- Chorebus foveolus
- Chorebus fuscipennis
- Chorebus gedanensis
- Chorebus glaber
- Chorebus glabriculus
- Chorebus hilaris
- Chorebus incertus
- Chorebus interstitialis
- Chorebus iphias
- Chorebus kama
- Chorebus larides
- Chorebus lateralis
- Chorebus leptogaster
- Chorebus longicornis
- Chorebus lugubris
- Chorebus lychnidis
- Chorebus maculigastrus
- Chorebus merellus
- Chorebus merion
- Chorebus miodes
- misellus
- Chorebus mitra
- Chorebus nanus
- Chorebus navicularis
- Chorebus nerissa
- Chorebus nomia
- Chorebus nydia
- Chorebus ovalis
- Chorebus orbiculatae
- Chorebus parvungulus
- Chorebus perkinsi
- Chorebus petiolatus
- Chorebus phaedra
- Chorebus pimpinellae
- Chorebus pione
- Chorebus poemyzae
- Chorebus posticus
- Chorebus pulverosus
- Chorebus punctus
- Chorebus resa
- Chorebus rhanis
- Chorebus risilis
- Chorebus rondanii
- Chorebus rotundiventris
- Chorebus scabiosae
- Chorebus senilis
- Chorebus selene
- Chorebus sera
- Chorebus siniffa
- Chorebus solstitialis
- Chorebus spenceri
- Chorebus sylvestris
- Chorebus talaris
- Chorebus tamiris
- Chorebus tamsi
- Chorebus tanis
- Chorebus thecla
- Chorebus thisbe
- Chorebus thusa
- Chorebus transversus
- Chorebus trilobomyzae
- Chorebus uliginosus
- Chorebus uma
- Chorebus varuna
- Chorebus vernalis
- Chorebus vitripennis
- Coelinidea elegans
- Coelinidea fuliginosa
- Coelinidea gracilis
- Coelinidea nigra
- Coelinidea obscura
- Coelinidea ruficollis
- Coelinidea vidua
- Coelinius parvulus
- Coloneura dice
- Coloneura stylata
- Cratospila circe
- Dacnusa dryas
- Dacnusa abdita
- Dacnusa alticeps
- Dacnusa aquilegiae
- Dacnusa areolaris
- Dacnusa astarte
- Dacnusa aterrima
- Dacnusa confinis
- Dacnusa delphinii
- Dacnusa discolor
- Dacnusa evadne
- Dacnusa faeroeensis
- Dacnusa flavicoxa
- Dacnusa laevipectus
- Dacnusa lissos
- Dacnusa longicauda
- Dacnusa longiradialis
- Dacnusa lugens
- Dacnusa macrospila
- Dacnusa maculipes
- Dacnusa maxima
- Dacnusa melicerta
- Dacnusa merope
- Dacnusa metula
- Dacnusa obesa
- Dacnusa ocyroe
- Dacnusa plantaginis
- Dacnusa pubescens
- Dacnusa sibirica
- Dacnusa stramineipes
- Dacnusa tarsalis
- Dacnusa temula
- Dacnusa veronicae
- Dapsilarthra apii
- Dapsilarthra florimela
- Dapsilarthra sylvia
- Dinotrema areolatum
- Dinotrema brevicorne
- Dinotrema brevissimicorne
- Dinotrema caudatum
- Dinotrema concinnum
- Dinotrema concolo
- Dinotrema distractum
- Dinotrema divisum
- Dinotrema erythropa
- Dinotrema insidiatrix
- Dinotrema insigne
- Dinotrema iuxtanaeviam
- Dinotrema lineolum
- Dinotrema mesocaudatum
- Dinotrema necrophilum
- Dinotrema nervosum
- Dinotrema praecipuum
- Dinotrema pusillum
- Dinotrema semicompressum
- Dinotrema speculum
- Dinotrema tauricum
- Dinotrema vesparum
- Epimicta marginalis
- Eudinostigma pulvinatum
- Exotela cyclogaster
- Exotela gilvipes
- Exotela hera
- Exotela lonicerae
- Exotela melanocera
- Exotela phryne
- Exotela spinifer
- Exotela sulcata
- Exotela vaenia
- Exotela viciae
- Grammospila isabella
- Grammospila rufiventris
- Heterolexis balteata
- Heterolexis dictynna
- Idiasta maritima
- Idiasta nephele
- Idiolexis punctigera
- Laotris striatula
- Leptotrema dentifemur
- Mesocrina indagatrix
- Orthostigma maculipes
- Orthostigma pumilum
- Panerema areolata
- Panerema fulvicornis
- Panerema inops
- Pentapleura angustula
- Pentapleura fuliginosa
- Pentapleura pumilio
- Phaenocarpa canaliculata
- Phaenocarpa conspurcator
- Phaenocarpa eugenia
- Phaenocarpa eunice
- Phaenocarpa flavipes
- Phaenocarpa livida
- Phaenocarpa maria
- Phaenocarpa nina
- Phaenocarpa notabilis
- Phaenocarpa ruficeps
- Phaenocarpa pallida
- Phaenocarpa picinervis
- Phaenocarpa pratella
- Phaenocarpa pullata
- Phaenocarpa ruficeps
- Polemochartus liparae
- Protodacnusa tristis
- Pterusa ruficollis
- Sarops rea
- Syncrasis fucicola
- Syncrasis halidayi
- Synelix semirugosa
- Tanycarpa bicolor
- Tanycarpa punctata
- Tanycarpa rufinotata
- Tates heterocera
- Trachionus hians
- Trachionus mandibularis
- Trachionus ringens
- Trachyusa aurora

### Aphidiinae
W Wlk. Brytanii stwierdzono m.in.:

- Aphidius aquilus
- Aphidius asteris
- Aphidius avenae
- Aphidius chrisanthemi
- Aphidius cingulatus
- Aphidius eadyi
- Aphidius ervi
- Aphidius frumentarius
- Aphidius hortensis
- Aphidius matricariae
- Aphidius microlophii
- Aphidius rhopalosiphi
- Aphidius ribis
- Aphidius rosae
- Aphidius schimitscheki
- Aphidius sonchi
- Aphidius urticae
- Aphidius uzbekistanicus
- Areopraon lepelleyi
- Binodoxys acalephae
- Binodoxys angelicae
- Binodoxys brevicornis
- Binodoxys centaureae
- Binodoxys heraclei
- Diaeretellus ephippium
- Diaeretiella rapae
- Diaeretus leucopterus
- Dyscritulus planiceps
- Dyscritulus pygmaeus
- Ephedrus brevis
- Ephedrus laevicollis
- Ephedrus persicae
- Ephedrus plagiator
- Ephedrus validus
- Falciconus pseudoplatani
- Harkeria rufa
- Lysiphlebus cardui
- Lysiphlebus confusus
- Lysiphlebus dissolutus
- Lysiphlebus fabarum
- Lysiphlebus fritzmuelleri
- Monoctonus caricis
- Monoctonus cerasi
- Monoctonus crepidis
- Monoctonus ligustri
- Monoctonus nervosus
- Paralipsis enervis
- Pauesia abietis
- Pauesia infulata
- Pauesia juniperorum
- Pauesia laricis
- Pauesia picta
- Praon absinthii
- Praon dorsale
- Praon longicorne
- Praon myzophagum
- Trioxys auctus
- Trioxys betulae
- Trioxys cirsii
- Trioxys compressicornis
- Trioxys curvicaudus
- Trioxys hincksi
- Trioxys ibis
- Trioxys macroceratus
- Trioxys pallidus

### Blacinae
W Wlk. Brytanii stwierdzono m.in.:
- Blacometeorus brevicauda
- Blacometeorus pusillus
- Blacus armatulus
- Blacus diversicornis
- Blacus errans
- Blacus exilis
- Blacus filicornis
- Blacus forticornis
- Blacus hastatus
- Blacus humilis
- Blacus instabilis
- Blacus longipennis
- Blacus maculipes
- Blacus macropterus
- Blacus mamillanus
- Blacus nigricornis
- Blacus nitidus
- Blacus pallipes
- Blacus ruficornis
- Blacus strictus
- Blacus tripudians
- Dyscoletes lancifer
- Taphaeus hiator

### Brachistinae
W Wlk. Brytanii stwierdzono m.in.:
- Eubazus convexope
- Eubazus fasciatus
- Eubazus lepidus
- Eubazus macrocephalus
- Eubazus minutus
- Eubazus pallipes
- Eubazus ruficoxis
- Eubazus segmentatus
- Eubazus semicastaneus
- Eubazus semirugosus
- Eubazus sigalphoides
- Eubazus tibialis
- Eubazus tricoloripes
- Foersteria laeviuscula
- Schizoprymnus ambiguus
- Schizoprymnus nigripes
- Schizoprymnus obscurus
- Triaspis aciculata
- Triaspis caledonica
- Triaspis caudata
- Triaspis flavipalpis
- Triaspis floricola
- Triaspis obscurella
- Triaspis pallipes
- Triaspis striatula
- Triaspis thoracica

### Braconinae
W Wlk. Brytanii stwierdzono m.in.:

- Baryproctus barypus
- Bracon abbreviator
- Bracon albion
- Bracon alutaceus
- Bracon atrator
- Bracon bipartitus
- Bracon brachycerus
- Bracon brevicornis
- Bracon caudatus
- Bracon claripennis
- Bracon colpophorus
- Bracon concolorans
- Bracon crassicornis
- Bracon curticaudis
- Bracon delibator
- Bracon discoideus
- Bracon epitriptus
- Bracon erraticus
- Bracon exarator
- Bracon exhilarator
- Bracon flavipes
- Bracon fulvipes
- Bracon fuscicoxis
- Bracon guttator
- Bracon guttiger
- Bracon hebetor
- Bracon hylobii
- Bracon immutator
- Bracon instabilis
- Bracon intercessor
- Bracon laetus
- Bracon laevigatissimus
- Bracon larvicida
- Bracon leptus
- Bracon longicollis
- Bracon luteator
- Bracon marshalli
- Bracon mediator
- Bracon minutator
- Bracon momphae
- Bracon nigratus
- Bracon obscurator
- Bracon osculator
- Bracon pallicarpus
- Bracon pectoralis
- Bracon picticornis
- Bracon ratzeburgii
- Bracon roberti
- Bracon rugulosus
- Bracon scutellaris
- Bracon sinuatus
- Bracon speerschneideri
- Bracon stabilis
- Bracon strobilorum
- Bracon subcylindricus
- Bracon subrugosus
- Bracon tenuicornis
- Bracon terebella
- Bracon thuringiacus
- Bracon tornator
- Bracon triangularis
- Bracon trucidator
- Bracon urinator
- Bracon variator
- Bracon variegator
- Bracon vectensis
- Bracon virgatus
- Coeloides abdominalis
- Coeloides filiformis
- Coeloides melanostigma
- Coeloides melanotus
- Coeloides scolyticida
- Pigeria piger
- Pseudovipio guttiventris

### Cardiochilinae
W Wlk. Brytanii stwierdzono m.in.:
- Cardiochiles saltator

### Cenocoeliinae
W Wlk. Brytanii stwierdzono m.in.:
- Cenocoelius aartseni
- Cenocoelius analis
- Lestricus secalis

### Cheloninae
W Wlk. Brytanii stwierdzono m.in.:

- Ascogaster abdominator
- Ascogaster annularis
- Ascogaster armata
- Ascogaster bicarinata
- Ascogaster bidentula
- Ascogaster brevicornis
- Ascogaster canifrons
- Ascogaster consobrina
- Ascogaster dentifer
- Ascogaster dispar
- Ascogaster gonocephala
- Ascogaster grahami
- Ascogaster klugii
- Ascogaster quadridentata
- Ascogaster rufidens
- Ascogaster rufipes
- Ascogaster varipes
- Chelonus annulatus
- Chelonus basalis
- Chelonus canescens
- Chelonus carbonator
- Chelonus catulus
- Chelonus contractus
- Chelonus corvulus
- Chelonus cyprianus
- Chelonus decorus
- Chelonus exilis
- Chelonus fenestratus
- Chelonus gravenhorstii
- Chelonus miscellae
- Chelonus oculator
- Chelonus parcicornis
- Chelonus pedator
- Chelonus pellucens
- Chelonus pusio
- Chelonus risorius
- Chelonus scabrator
- Chelonus speculator
- Chelonus submuticus
- Chelonus sulcatus
- Chelonus wesmaelii
- Phanerotoma acuminata
- Phanerotoma atra
- Phanerotoma bilinea
- Phanerotoma dentata
- Phanerotoma leucobasis
- Phanerotoma rufescens
- Phanerotoma tritoma

### Doryctinae
W Wlk. Brytanii stwierdzono m.in.:
- Caenopachys hartigii
- Dendrosoter middendorffii
- Dendrosoter protuberans
- Doryctes heydenii
- Doryctes leucogaster
- Doryctes obliteratus
- Doryctes pomarius
- Doryctes rossicus
- Doryctes striatellus
- Doryctes undulatus
- Ecphylus eccoptogastri
- Ecphylus hylesini
- Ecphylus pinicola
- Ecphylus silesiacus
- Gildoria similis
- Hecabolus sulcatus
- Heterospilus ater
- Heterospilus fuscexilis
- Monolexis fuscicornis
- Ontsira antica
- Ontsira imperator
- Rhaconotus aciculatus
- Spathius brevicaudis
- Spathius curvicaudis
- Spathius exarator
- Spathius pedestris
- Spathius phymatodis
- Spathius rubidus
- Spathius umbratus
- Wachsmannia spathiiformis

### Euphorinae
W Wlk. Brytanii stwierdzono m.in.:

- Allurus lituratus
- Allurus muricatus
- Centistes ater
- Centistes cuspidatus
- Centistes delusorius
- Centistes edentatus
- Centistes fuscipes
- Centistes nasutus
- Centistes scymni
- Chrysopophthorus hungaricus
- Cosmophorus cembrae
- Euphorus basalis
- Euphorus duploclaviventris
- Euphorus fulvipes
- Euphorus pallidistigma
- Leiophron apicalis
- Leiophron fascipennis
- Meteorus abdominator
- Meteorus affinis
- Meteorus brevicauda
- Meteorus cespitator
- Meteorus cinctellus
- Meteorus cis
- Meteorus colon
- Meteorus consimilis
- Meteorus eadyi
- Meteorus filator
- Meteorus ictericus
- Meteorus jaculator
- Meteorus lionotus
- Meteorus melanostictus
- Meteorus micropterus
- Meteorus obfuscatus
- Meteorus pallidus
- Meteorus pendulus
- Meteorus pulchricornis
- Meteorus rubens
- Meteorus ruficeps
- Meteorus sulcatus
- Meteorus tabidus
- Meteorus unicolor
- Meteorus versicolor
- Meteorus vexator
- Myiocephalus boops
- Neoneurus auctus
- Perilitus aethiops
- Perilitus alticae
- Perilitus aphthonae
- Perilitus apiophaga
- Perilitus areolaris
- Perilitus areolatus
- Perilitus brassicae
- Perilitus brevicollis
- Perilitus cerealium
- Perilitus consuetor
- Perilitus colesi
- Perilitus dubius
- Perilitus fagi
- Perilitus falciger
- Perilitus fittkaui
- Perilitus foveolatus
- Perilitus lipari
- Perilitus marci
- Perilitus melanopus
- Perilitus parcicornis
- Perilitus perforatus
- Perilitus podargae
- Perilitus retusus
- Perilitus silvularis
- Perilitus strophosomi
- Perilitus thyellae
- Peristenus accinctus
- Peristenus brevicornis
- Peristenus facialis
- Peristenus malatus
- Peristenus microcerus
- Peristenus nitidus
- Peristenus obscuripes
- Peristenus orchesiae
- Peristenus orthotyli
- Peristenus pallipes
- Peristenus picipes
- Pygostolus falcatus
- Pygostolus multiarticulatus
- Pygostolus otiorhynchi
- Pygostolus sticticus
- Rilipertus intricatus
- Ropalophorus clavicornis
- Spathicopis flavocephala
- Streblocera fulviceps
- Streblocera longiscapha
- Streblocera macroscapus
- Syntretus conterminus
- Syntretus flevo
- Syntretus fuscicoxis
- Syntretus fuscivalvis
- Syntretus idalius
- Syntretus ocularis
- Syntretus parvicornis
- Syntretus politus
- Syntretus pusio
- Syntretus splendidus
- Syntretus taegeri
- Syntretus xanthocephalus
- Syntretus zuijleni
- Townesilitus aemulus
- Townesilitus bicolor
- Townesilitus deceptor
- Townesilitus fulviceps
- Wesmaelia petiolata

### Exothecinae
W Wlk. Brytanii stwierdzono m.in.:
- Colastes affinis
- Colastes braconius
- Colastes fragilis
- Colastes incertus
- Colastes lapponicus
- Colastes magdalenae
- Colastes pubicornis
- Colastes sandei
- Shawiana catenator
- Shawiana foveolator
- Shawiana laevis
- Xenarcha abnormis
- Xenarcha lustrator

### Gnamptodontinae
W Wlk. Brytanii stwierdzono m.in.:
- Gnamptodon decoris
- Gnamptodon pumilio

### Helconinae
W Wlk. Brytanii stwierdzono m.in.:
- Aspigonus flavicornis
- Diospilus abietis
- Diospilus affinis
- Diospilus capito
- Diospilus dispar
- Diospilus intermedius
- Diospilus morosus
- Diospilus nigricornis
- Diospilus oleraceus
- Diospilus ovatus
- Diospilus productus
- Helcon claviventris
- Helcon tardator
- Helconidea dentator
- Helconidea ruspator
- Wroughtonia spinator

### Histeromerinae
W Wlk. Brytanii stwierdzono m.in.:
- Histeromerus mystacinus

### Homolobinae
W Wlk. Brytanii stwierdzono m.in.:
- Homolobus annulicornis
- Homolobus discolor
- Homolobus flagitator
- Homolobus infumator
- Homolobus truncator

### Hormiinae
W Wlk. Brytanii stwierdzono m.in.:
- Hormius maderae
- Hormius moniliatus
- Hormius piciventris

### Ichneutinae
W Wlk. Brytanii stwierdzono m.in.:
- Ichneutes brevis
- Ichneutes reunitor
- Proterops nigripennis

### Macrocentrinae
W Wlk. Brytanii stwierdzono m.in.:
- Austrozele longipalpis
- Macrocentrus blandus
- Macrocentrus cingulum
- Macrocentrus collaris
- Macrocentrus equalis
- Macrocentrus infirmus
- Macrocentrus linearis
- Macrocentrus marginator
- Macrocentrus nidulator
- Macrocentrus nitidus
- Macrocentrus pallipes
- Macrocentrus resinellae
- Macrocentrus thoracicus
- Macrocentrus townesi

### Microgastrinae
W Wlk. Brytanii stwierdzono m.in.:

- Apanteles adjunctus
- Apanteles albipennis
- Apanteles anarsiae
- Apanteles annularis
- Apanteles anomalon
- Apanteles appellator
- Apanteles arene
- Apanteles arisba
- Apanteles artissimus
- Apanteles ate
- Apanteles atreus
- Apanteles bres
- Apanteles breviventris
- Apanteles brunnistigma
- Apanteles butalidis
- Apanteles candidatus
- Apanteles carpatus
- Apanteles contaminatus
- Apanteles corvinus
- Apanteles cerialis
- Apanteles cheles
- Apanteles chrysis
- Apanteles circumscriptus
- Apanteles coleophorae
- Apanteles credne
- Apanteles elpis
- Apanteles decorus
- Apanteles dilectus
- Apanteles dorsalis
- Apanteles drusilla
- Apanteles emarginatus
- Apanteles ensiformis
- Apanteles errans
- Apanteles evonymellae
- Apanteles exilis
- Apanteles faucula
- Apanteles gagates
- Apanteles gracilariae
- Apanteles halidayi
- Apanteles imperator
- Apanteles impurus
- Apanteles infimus
- Apanteles lacteicolor
- Apanteles lacteipennis
- Apanteles lacteoides
- Apanteles lacteus
- Apanteles laetus
- Apanteles laevigatoides
- Apanteles laevigatus
- Apanteles laevissimus
- Apanteles lemariei
- Apanteles longicalcar
- Apanteles longipalpis
- Apanteles maritimus
- Apanteles marica
- Apanteles merula
- Apanteles miramis
- Apanteles myron
- Apanteles nanus
- Apanteles naso
- Apanteles obscurus
- Apanteles ononidis
- Apanteles parasitellae
- Apanteles phaetusa
- Apanteles phaloniae
- Apanteles phaola
- Apanteles praetor
- Apanteles princeps
- Apanteles punctiger
- Apanteles ruficornis
- Apanteles salalicus
- Apanteles sicarius
- Apanteles sisenna
- Apanteles sodalis
- Apanteles suevus
- Apanteles tedellae
- Apanteles tiro
- Apanteles trachalus
- Apanteles ultor
- Apanteles validus
- Apanteles victor
- Apanteles viminetorum
- Apanteles vipio
- Apanteles xanthostigma
- Cotesia abjecta
- Cotesia acuminata
- Cotesia amabilis
- Cotesia analis
- Cotesia arctica
- Cotesia astrarches
- Cotesia bignellii
- Cotesia brevicornis
- Cotesia cajae
- Cotesia chares
- Cotesia cleora
- Cotesia cuprea
- Cotesia errator
- Cotesia eulipis
- Cotesia euryale
- Cotesia ferruginea
- Cotesia gastropachae
- Cotesia geryonis
- Cotesia glomerata – baryłkarz bieliniak
- Cotesia gonopterygis
- Cotesia hyphantriae
- Cotesia inducta
- Cotesia isolde
- Cotesia jucunda
- Cotesia kurdjumovi
- Cotesia limbata
- Cotesia lineola
- Cotesia melanoscela
- Cotesia melitaearum
- Cotesia memnon
- Cotesia notha
- Cotesia numen
- Cotesia ofella
- Cotesia onaspis
- Cotesia ordinaria
- Cotesia orestes
- Cotesia pilicornis
- Cotesia risilis
- Cotesia rubecula
- Cotesia rubripes
- Cotesia ruficrus
- Cotesia salebrosa
- Cotesia saltatoria
- Cotesia sessilis
- Cotesia sibyllarum
- Cotesia spuria
- Cotesia telengai
- Cotesia tenebrosa
- Cotesia tetrica
- Cotesia tibialis
- Cotesia vanessae
- Cotesia villana
- Cotesia zygaenarum
- Deuterixys carbonaria
- Deuterixys rimulosa
- Diolcogaster abdominalis
- Diolcogaster alvearia
- Diolcogaster connexa
- Diolcogaster flavipes
- Diolcogaster minuta
- Diolcogaster scotica
- Diolcogaster spreta
- Hygroplitis pseudorussatus
- Hygroplitis rugulosus
- Hygroplitis russatus
- Microgaster acilia
- Microgaster alebion
- Microgaster areolaris
- Microgaster crassicornis
- Microgaster consors
- Microgaster fischeri
- Microgaster fulvicrus
- Microgaster hospes
- Microgaster luctuos
- Microgaster meridiana
- Microgaster messoria
- Microgaster nigricans
- Microgaster nixalebion
- Microgaster nobilis
- Microgaster novicia
- Microgaster pantographae
- Microgaster parvistriga
- Microgaster polita
- Microgaster postica
- Microgaster rufipes
- Microgaster stictica
- Microgaster subcompleta
- Microplitis aduncus
- Microplitis decens
- Microplitis deprimator
- Microplitis eremitus
- Microplitis flavipalpis
- Microplitis fordi
- Microplitis fulvicornis
- Microplitis lugubris
- Microplitis mandibularis
- Microplitis mediator
- Microplitis moestus
- Microplitis naenia
- Microplitis ocellatae
- Microplitis sofron
- Microplitis spectabilis
- Microplitis spinolae
- Microplitis strenuus
- Microplitis tristis
- Microplitis tuberculatus
- Microplitis tuberculifer
- Microplitis viduus
- Microplitis xanthopus
- Paroplitis wesmaeli
- Protapanteles acasta
- Protapanteles aliphera
- Protapanteles anchisiades
- Protapanteles calceatus
- Protapanteles circumvectus
- Protapanteles compressiventris
- Protapanteles endemus
- Protapanteles enephes
- Protapanteles eugeni
- Protapanteles falcatus
- Protapanteles fausta
- Protapanteles fraternus
- Protapanteles fulvipes
- Protapanteles immunis
- Protapanteles incertus
- Protapanteles inclusus
- Protapanteles lateralis
- Protapanteles liparidis
- Protapanteles luciana
- Protapanteles majalis
- Protapanteles marginatus
- Protapanteles menander
- Protapanteles mygdonia
- Protapanteles octonarius
- Protapanteles pallipes
- Protapanteles parallelus
- Protapanteles pinicola
- Protapanteles popularis
- Protapanteles thompsoni
- Protapanteles triangulator
- Protapanteles vitripennis

### Microtypinae
W Wlk. Brytanii stwierdzono m.in.:
- Microtypus wesmaelii

### Miracinae
W Wlk. Brytanii stwierdzono m.in.:
- Mirax rufilabris

### Opiinae
W Wlk. Brytanii stwierdzono m.in.:

- Ademon decrescens
- Apodesmia aemula
- Apodesmia aemuloides
- Apodesmia curtipectus
- Apodesmia curvata
- Apodesmia irregularis
- Apodesmia curvata
- Apodesmia posticatae
- Apodesmia rufipes
- Apodesmia saeva
- Apodesmia saevula
- Apodesmia similis
- Apodesmia similoides
- Atormus victus
- Bathystomus xanthopus
- Biophthora bajulus
- Biosteres analis
- Biosteres carbonarius
- Biosteres haemorrhoeus
- Biosteres magnicornis
- Biosteres micans
- Biosteres placidus
- Biosteres rusticus
- Biosteres spinaciae
- Biosteres sylvaticus
- Biosteres wesmaelii
- Bitomoides rugosus
- Chilotrichia blanda
- Desmiostoma parvulum
- Diachasma caffer
- Diachasma cephalotes
- Diachasma fulgidum
- Eurytenes abnormis
- Opius agromyzicola
- Opius ambiguus
- Opius brevipalpis
- Opius caudifer
- Opius christenseni
- Opius cingulatus
- Opius compar
- Opius crassipes
- Opius flammeus
- Opius funebris
- Opius fuscipennis
- Opius gracilis
- Opius instabilis
- Opius levis
- Opius longicornis
- Opius lucidus
- Opius lugens
- Opius ochrogaster
- Opius pallipes
- Opius pendulus
- Opius propodealis
- Opius pygmaeus
- Opius singularis
- Phaedrotoma aethiops
- Phaedrotoma austriaca
- Phaedrotoma britannicola
- Phaedrotoma caesa
- Phaedrotoma decorata
- Phaedrotoma depeculator
- Phaedrotoma diversa
- Phaedrotoma exigua
- Phaedrotoma fallax
- Phaedrotoma instabiloides
- Phaedrotoma minusculae
- Phaedrotoma monticola
- Phaedrotoma munda
- Phaedrotoma nitidulator
- Phaedrotoma novojariae
- Phaedrotoma phytobiae
- Phaedrotoma pulchriceps
- Phaedrotoma recondes
- Phaedrotoma reconditor
- Phaedrotoma reptantis
- Phaedrotoma rex
- Phaedrotoma rudiformis
- Phaedrotoma rudis
- Phaedrotoma staryi
- Phaedrotoma variegata
- Phaedrotoma viennensis
- Utetes caudatus
- Utetes coracinus
- Utetes pactus
- Utetes rotundiventris
- Utetes ruficeps
- Utetes testaceus
- Utetes truncatus
- Utetes zelotes
- Xynobius aciculatus
- Xynobius caelatus
- Xynobius comatus
- Xynobius geniculatus
- Xynobius holconotus
- Xynobius macrocerus
- Xynobius maculipes
- Xynobius polyzonius
- Xynobius silenis
- Xynobius thomsoni

### Orgilinae
W Wlk. Brytanii stwierdzono m.in.:
- Orgilus achterbergi
- Orgilus interjectus
- Orgilus ischnus
- Orgilus leptocephalus
- Orgilus parvipennis
- Orgilus pimpinellae
- Orgilus punctulator
- Orgilus tobiasi

### Pambolinae
W Wlk. Brytanii stwierdzono m.in.:
- Chremylus elaphus
- Dimeris mira
- Pambolus biglumis
- Pambolus pallipes

### Rhysipolinae
W Wlk. Brytanii stwierdzono m.in.:
- Rhysipolis decorator
- Rhysipolis hariolator
- Rhysipolis meditator
- Rhysipolis variabilis
- Rhysipolis varicoxa

### Rhyssalinae
W Wlk. Brytanii stwierdzono m.in.:
- Acrisis exiguus
- Acrisis rarus
- Dolopsidea indagator
- Lysitermoides rugosus
- Oncophanes laevigatus
- Oncophanes minutus
- Pseudobathystomus funestus
- Pseudobathystomus vernalis
- Rhyssalus clavator
- Rhyssalus longicaudis

### Rogadinae
W Wlk. Brytanii stwierdzono m.in.:

- Aleiodes albitibia
- Aleiodes alternator
- Aleiodes apiculatus
- Aleiodes arcticus
- Aleiodes bicolor
- Aleiodes cantherius
- Aleiodes circumscriptus
- Aleiodes compressor
- Aleiodes coxalis
- Aleiodes gastritor
- Aleiodes modestus
- Aleiodes nigricornis
- Aleiodes pallidator
- Aleiodes praetor
- Aleiodes seriatus
- Aleiodes signatus
- Chelonorhogas aterrimus
- Chelonorhogas cruentus
- Chelonorhogas dissector
- Chelonorhogas nobilis
- Chelonorhogas pulchripes
- Chelonorhogas rugulosus
- Chelonorhogas unipunctator
- Clinocentrus brevicalcar
- Clinocentrus cunctator
- Clinocentrus excubitor
- Clinocentrus striolatus
- Clinocentrus exsertor
- Clinocentrus umbratilis
- Clinocentrus vestigator
- Heterogamus dispar
- Heterogamus excavatus
- Rogas luteus
- Triraphis tricolor

### Sigalphinae
W Wlk. Brytanii stwierdzono m.in.:
- Acampsis alternipes
- Sigalphus irrorator

## Gąsienicznikowate(Ichneumonidae)

### Acaenitinae
W Wlk. Brytanii stwierdzono m.in.:
- Acaenitus dubitator
- Arotes albicinctus
- Coleocentrus croceicornis
- Coleocentrus excitator
- Leptacoenites notabilis
- Phaenolobus terebrator

### Adelognathinae
W Wlk. Brytanii stwierdzono m.in.:
- Adelognathus brevicornis
- Adelognathus britannicus
- Adelognathus chrysopygus
- Adelognathus dorsalis
- Adelognathus nigriceps
- Adelognathus nigrifrons
- Adelognathus laevicollis
- Adelognathus obscurus
- Adelognathus pallipes
- Adelognathus pilosus
- Adelognathus punctulatus
- Adelognathus pusillus
- Adelognathus stelfoxi
- Adelognathus tenthredinarum
- Adelognathus tetratinctorius
- Adelognathus thomsoni

### Agriotypinae
W Wlk. Brytanii stwierdzono m.in.:
- Agriotypus armatus

### Alomyinae
W Wlk. Brytanii stwierdzono m.in.:
- Alomya semiflava
- Alomya debellator

### Anomaloninae
W Wlk. Brytanii stwierdzono m.in.:

- Anomalon cruentatum
- Agrypon anomelas
- Agrypon anxium
- Agrypon batis
- Agrypon brachycerum
- Agrypon canaliculatum
- Agrypon clandestinum
- Agrypon flaveolatum
- Agrypon flexorium
- Agrypon gracilipes
- Agrypon interstitiale
- Agrypon minutum
- Agrypon rugifer
- Agrypon varitarsum
- Aphanistes gliscens
- Aphanistes ruficornis
- Atrometus insignis
- Barylypa delictor
- Barylypa propugnator
- Barylypa rubricator
- Barylypa uniguttata
- Erigorgus cerinops
- Erigorgus fibulator
- Erigorgus foersteri
- Erigorgus melanops
- Erigorgus varicornis
- Gravenhorstia picta
- Habrocampulum biguttatum
- Habronyx nigricornis
- Habronyx perspicuus
- Habronyx heros
- Heteropelma amictum
- Heteropelma megarthrum
- Parania geniculata
- Perisphincter brevicollis
- Therion circumflexum
- Trichomma enecator
- Trichomma fulvidens
- Trichomma intermedium
- Trichomma occisor

### Banchinae
W Wlk. Brytanii stwierdzono m.in.:

- Alloplasta piceator
- Alloplasta plantaria
- Arenetra pilosella
- Cryptopimpla arvicola
- Cryptopimpla calceolata
- Cryptopimpla caligata
- Cryptopimpla errabunda
- Cryptopimpla quadrilineata
- Lissonota admontensis
- Lissonota anomala
- Lissonota argiola
- Lissonota biguttata]
- Lissonota buccator
- Lissonota carbonaria
- Lissonota clypealis
- Lissonota clypeator
- Lissonota coracina
- Lissonota cruentator
- Lissonota deversor
- Lissonota digestor
- Lissonota distincta
- niedłuba (Lissonota dubia)
- Lissonota fletcheri
- Lissonota folii
- Lissonota frontalis
- Lissonota fulvipes
- Lissonota fundator
- Lissonota halidayi
- Lissonota histrio
- Lissonota linearis
- Lissonota lineata
- Lissonota lineolaris
- Lissonota luffiator
- Lissonota maculata
- Lissonota magdalenae
- Lissonota mutator
- Lissonota nigridens
- Lissonota nitida
- Lissonota obsoleta
- Lissonota palpalis
- Lissonota parasitellae
- Lissonota perspicillator
- Lissonota pimplator
- Lissonota pleuralis
- Lissonota proxima
- Lissonota punctiventrator
- Lissonota quadrinotata
- Lissonota saturator
- Lissonota semirufa
- Lissonota setosa
- Lissonota silvatica
- Lissonota stigmator
- Lissonota subaciculata
- Lissonota trochanterator
- Lissonota variabilis
- Lissonota versicolor
- Syzeuctus bicornis
- Syzeuctus fuscator
- Syzeuctus irrisorius
- Banchus crefeldensis
- Banchus dilatatorius
- Banchus falcatorius
- Banchus hastator
- Banchus moppiti
- Banchus palpalis
- Banchus pictus
- Banchus volutatorius
- Exetastes adpressorius
- Exetastes atrator
- Exetastes calobatus
- Exetastes femorator
- Exetastes fornicator
- Exetastes illusor
- Exetastes laevigator
- Exetastes maurus
- Exetastes nigripes
- Rynchobanchus flavopictus
- Apophua bipunctoria
- Apophua cicatricosa
- Apophua evanescens
- Apophua genalis
- Glypta bifoveolata
- Glypta ceratites
- Glypta consimilis
- Glypta cylindrator
- Glypta elongata
- Glypta extincta
- Glypta femorator
- Glypta fronticornis
- Glypta haesitator
- Glypta incisa
- Glypta lapponica
- Glypta lineata
- Glypta longispinis
- Glypta mensurator
- Glypta monoceros
- Glypta pedata
- Glypta pictipes
- Glypta resinanae
- Glypta rufata
- Glypta scalaris
- Glypta sculpturata
- Glypta scutellaris
- Glypta similis
- Glypta tenuicornis
- Glypta teres
- Glypta trochanterata
- Glypta vulnerator
- Teleutaea brischkei

### Campopleginae
W Wlk. Brytanii stwierdzono m.in.:

- Alcima orbitale
- Bathyplectes anura
- Bathyplectes curculionis
- Bathyplectes exiguus
- Bathyplectes immolator
- Bathyplectes infernalis
- Bathyplectes rostratus
- Bathyplectes tibiator
- Campoletis agilis
- Campoletis annulata
- Campoletis cognata
- Campoletis crassicornis
- Campoletis dilatator
- Campoletis ensator
- Campoletis fasciata
- Campoletis femoralis
- Campoletis fuscipes
- Campoletis incisa
- Campoletis latrator
- Campoletis postica
- Campoletis rapax
- Campoletis raptor
- Campoletis trichoptili
- Campoletis varians
- Campoletis viennensis
- Campoletis zonata
- Campoplex abbreviatus
- Campoplex alticolellae
- Campoplex bilobus
- Campoplex borealis
- Campoplex continuus
- Campoplex coracinus
- Campoplex cursitans
- Campoplex deficiens
- Campoplex difformis
- Campoplex eudoniae
- Campoplex faunus
- Campoplex fusciplica
- Campoplex hadrocerus
- Campoplex investigator
- Campoplex melanostictus
- Campoplex melanostoma
- Campoplex molestus
- Campoplex multicinctus
- Campoplex lugubrinus
- Campoplex lyratus
- Campoplex ovatus
- Campoplex procerus
- Campoplex punctipleuris
- Campoplex punctulatus
- Campoplex pyraustae
- Campoplex ramidulus
- Campoplex raschkiellae
- Campoplex restrictor
- Campoplex rothii
- Campoplex rufipes
- Campoplex sulcatus
- Campoplex tibialis
- Campoplex tumidulus
- Campoplex unicingulatus
- Campoplex variabilis
- Campoplex volubilis
- Casinaria albipalpis
- Casinaria affinis
- Casinaria ischnogaster
- Casinaria moesta
- Casinaria morionella
- Casinaria pallipes
- Casinaria petiolaris
- Casinaria tenuiventris
- Charops cantator
- Clypeoplex cerophagus
- Cymodusa antennator
- Cymodusa cruentata
- Cymodusa declinator
- Cymodusa exilis
- Cymodusa leucocera
- Diadegma agile
- Diadegma angulator
- Diadegma annulicrus
- Diadegma anurum
- Diadegma argentellae
- Diadegma armillata
- Diadegma claripenne
- Diadegma clavicorne
- Diadegma coleophorarum
- Diadegma combinatum
- Diadegma chrysostictos
- Diadegma consumtor
- Diadegma crassicorne
- Diadegma crassiseta
- Diadegma crassum
- Diadegma crataegi
- Diadegma duplicatum
- Diadegma elishae
- Diadegma erucator
- Diadegma exareolator
- Diadegma fabricianae
- Diadegma fenestrale
- Diadegma grisescens
- Diadegma holopygum
- Diadegma hygrobium
- Diadegma incompletum
- Diadegma insectator
- Diadegma laricinellum
- Diadegma laterale
- Diadegma latungula
- Diadegma ledicola
- Diadegma lithocolletis
- Diadegma litorale
- Diadegma majale
- Diadegma melanium
- Diadegma nanus
- Diadegma neocerophagum
- Diadegma pusio
- Diadegma ruficeps
- Diadegma scotiae
- Diadegma semiclausum
- Diadegma sordipes
- Diadegma stagnale
- Diadegma stigmatellae
- Diadegma tenuipes
- Diadegma tripunctatum
- Diadegma trochanteratum
- Diadegma truncatum
- Dolophron pedella
- Dusona admontina
- Dusona aemula
- Dusona americana
- Dusona anceps
- Dusona angustata
- Dusona angustifrons
- Dusona annexa
- Dusona aversa
- Dusona bucculenta
- Dusona carinifrons
- Dusona carpathica
- Dusona circumcinctus
- Dusona circumspectans
- Dusona confusa
- Dusona contumax
- Dusona cultrator
- Dusona disclusa
- Dusona dubitor
- Dusona erythrogaster
- Dusona falcator
- Dusona flagellator
- Dusona holmgrenii
- Dusona incompleta
- Dusona inermis
- Dusona infesta
- Dusona insignita
- Dusona juvenilis
- Dusona leptogaster
- Dusona myrtilla
- Dusona nidulator
- Dusona notabilis
- Dusona obliterata
- Dusona opaca
- Dusona petiolator
- Dusona pineticola
- Dusona polita
- Dusona pugillator
- Dusona pulchripes
- Dusona recta
- Dusona remota
- Dusona rugulosa
- Dusona sobolicida
- Dusona spinipes
- Dusona stenogaster
- Dusona stragifex
- Dusona subaequalis
- Dusona tenuis
- Dusona terebrator
- Dusona thomsoni
- Dusona xenocampta
- Dusona vidua
- Dusona vigilator
- Echthronomas ochrostoma
- Echthronomas tricincta
- Enytus apostata
- Enytus appositor
- Enytus crataegellae
- Enytus neoapostata
- Enytus parvicanda
- Enytus styriacus
- Eriborus braccatus
- Eriborus dorsalis
- Eriborus perfidus
- Gonotypus melanostoma
- Hyposoter albonotatus
- Hyposoter alienus
- Hyposoter anglicanus
- Hyposoter barrettii
- Hyposoter brischkei
- Hyposoter caedator
- Hyposoter carbonarius
- Hyposoter clausus
- Hyposoter didymator
- Hyposoter discedens
- Hyposoter dolosus
- Hyposoter fitchii
- Hyposoter inquinatus
- Hyposoter longulus
- Hyposoter notatus
- Hyposoter obscurellus
- Hyposoter orbator
- Hyposoter placidus
- Hyposoter rhodocerae
- Hyposoter thuringiacus
- Hyposoter tricolor
- Hyposoter virginalis
- Hyposoter vividus
- Lathroplex clypearis
- Lathrostizus clypeatus
- Lathrostizus lugens
- Lemophagus curtus
- Lemophagus errabundus
- Macrus parvulus
- Meloboris alternans
- Meloboris cingulata
- Meloboris collector
- Meloboris gracilis
- Meloboris neglecta
- Meloboris proxima
- Nemeritis breviventris
- Nemeritis caudatula
- Nemeritis cingulata
- Nemeritis fallax
- Nemeritis lativentris
- Nemeritis macrocentra
- Nemeritis silvicola
- Nemeritis stenura
- Nepiesta mandibularis
- Nepiesta tricingulata
- Olesicampe alboplica
- Olesicampe argentata
- Olesicampe auctor
- Olesicampe binotata
- Olesicampe buccata
- Olesicampe cavigena
- Olesicampe clandestina
- Olesicampe crassitarsis
- Olesicampe erythropyga
- Olesicampe femorella
- Olesicampe forticostata
- Olesicampe fulcrans
- Olesicampe fulviventris
- Olesicampe geniculella
- Olesicampe gracilipes
- Olesicampe incrassator
- Olesicampe longipes
- Olesicampe monticola
- Olesicampe macellator
- Olesicampe nigroplica
- Olesicampe pagana
- Olesicampe patellana
- Olesicampe praecox
- Olesicampe proterva
- Olesicampe pubescens
- Olesicampe retusa
- Olesicampe sericea
- Olesicampe sinuata
- Olesicampe vexata
- Olesicampe vitripennis
- Phobocampe bicingulata
- Phobocampe confusa
- Phobocampe coniferella
- Phobocampe crassiuscula
- Phobocampe croceipes
- Phobocampe neglecta
- Phobocampe unicincta
- Porizon humuli
- Porizon moderator
- Porizon transfuga
- Pyracmon fumipennis
- Pyracmon sepiellus
- Rhimphoctona megacephalus
- Rhimphoctona melanura
- Rhimphoctona obscuripes
- Rhimphoctona xoridiformis
- Scirtetes robustus
- Sinophorus bridgmanii
- Sinophorus albidus
- Sinophorus costalis
- Sinophorus crassifemur
- Sinophorus fuscicarpus
- Sinophorus geniculatus
- Sinophorus juniperinus
- Sinophorus pleuralis
- Sinophorus turionum
- Sinophorus xanthostomus
- Synetaeris heteropus
- Tranosema exoletum
- Tranosema nigridens
- Tranosema latiusculum
- Tranosema rostrale
- Tranosemella citrofrontalis
- Tranosemella coxalis
- Tranosemella praerogator
- Venturia canescens

### Collyriinae
W Wlk. Brytanii stwierdzono m.in.:
- Collyria coxator
- Collyria trichophthalma

### Cremastinae
W Wlk. Brytanii stwierdzono m.in.:
- Cremastus bellicosus
- Cremastus cephalotes
- Cremastus geminus
- Cremastus infirmus
- Cremastus kratochvili
- Cremastus pungens
- Cremastus spectator
- Dimophora nitens
- Pristomerus vulnerator
- Temelucha arenosa
- Temelucha decorata
- Temelucha interruptor
- Temelucha signata
- Temelucha ophthalmica

### Cryptinae
W Wlk. Brytanii stwierdzono m.in.:

- Aclastus borealis
- Aclastus eugracilis
- Aclastus flavipes
- Aclastus gracilis
- Aclastus micator
- Aclastus minutus
- Aclastus pilosus
- Aclastus solutus
- Aclastus transversalis
- Aconias tarsatus
- Acrolyta flagellator
- Acrolyta marginata
- Acrolyta mediovittata
- Acrolyta nens
- Acrolyta okadai
- Acrolyta pseudonens
- Acrolyta rufocincta
- Acrolyta semistrigosa
- Acroricnus stylator
- Agasthenes subarcticus
- Agasthenes varitarsus
- Agrothereutes abbreviatus
- Agrothereutes adustus
- Agrothereutes aterrimus
- Agrothereutes fumipennis
- Agrothereutes hospes
- Agrothereutes leucorhaeus
- Agrothereutes mandator
- Agrothereutes mansuetor
- Agrothereutes saturniae
- Amphibulus gracilis
- Apsilops aquaticus
- Apsilops cinctorius
- Aptesis assimilis
- Aptesis cretata
- Aptesis femoralis
- Aptesis flagitator
- Aptesis improba
- Aptesis jejunator
- Aptesis nigricollis
- Aptesis nigritula
- Aptesis nigrocincta
- Aptesis orbitalis
- Aptesis scotica
- Aptesis terminata
- Aritranis director
- Aritranis nigripes
- Aritranis occisor
- Arotrephes laeviscutum
- Arotrephes parvipennis
- Arotrephes perfusor
- Arotrephes speculator
- Arotrephes parvipennis
- Ateleute linearis
- Atractodes acuminator
- Atractodes albovinctus
- Atractodes alpestris
- Atractodes alpinus
- Atractodes ambiguus
- Atractodes angustipennis
- Atractodes arator
- Atractodes assimilis
- Atractodes bicolor
- Atractodes croceicornis
- Atractodes cryptobius
- Atractodes cultellator
- Atractodes exilis
- Atractodes exitialis
- Atractodes foveolatus
- Atractodes fumatus
- Atractodes gilvipes
- Atractodes gravidus
- Atractodes helveticus
- Atractodes incrassator
- Atractodes obsoletor
- Atractodes picipes
- Atractodes punctator
- Atractodes pusillus
- Atractodes spiraculator
- Atractodes tenuipes
- Atractodes townesi
- Atractodes vicinus
- Bathythrix aerea
- Bathythrix alter
- Bathythrix argentata
- Bathythrix claviger
- Bathythrix collaris
- Bathythrix decipiens
- Bathythrix formosa
- Bathythrix fragilis
- Bathythrix lamina
- Bathythrix linearis
- Bathythrix pellucidator
- Bathythrix prominens
- Bathythrix rugulosa
- Bathythrix spheginus
- Bathythrix tenuis
- Bathythrix thomsoni
- Blapsidotes vicinus
- Buathra laborator
- Buathra tarsoleucos
- Caenocryptus rufiventris
- Ceratophygadeuon bellus
- Ceratophygadeuon varicornis
- Charitopes areolaris
- Charitopes carri
- Charitopes clausus
- Charitopes gastricus
- Charitopes wesmaeliicida
- Chirotica maculipennis
- Clypeoteles distans
- Colocnema rufina
- Cratocryptus furcator
- Cremnodes atricapillus
- Cremnodes costalis
- Cremnodes rufipes
- Cryptus armator
- Cryptus apparitorius
- Cryptus dianae
- Cryptus fibulatus
- Cryptus inculcator
- Cryptus macellus
- Cryptus minator
- Cryptus moschator
- Cryptus spinosus
- Cryptus spiralis
- Cryptus titubator
- Cryptus tuberculatus
- Cryptus viduatorius
- Cubocephalus anatorius
- Cubocephalus associator
- Cubocephalus brevicornis
- Cubocephalus distinctor
- Cubocephalus femoralis
- Cubocephalus nigriventris
- Cubocephalus sperator
- Cubocephalus subpetiolatus
- Diaglyptidea conformis
- Dichrogaster aestivalis
- Dichrogaster bischoffi
- Dichrogaster genalis
- Dichrogaster heteropus
- Dichrogaster liostylus
- Dichrogaster mandibularis
- Dichrogaster modesta
- Dichrogaster perlae
- Dichrogaster schimitscheki
- Echthrus reluctator
- Encrateola glabra
- Encrateola laevigata
- Enclisis alpicola
- Enclisis macilenta
- Enclisis ruficeps
- Enclisis vindex
- Endasys anglianus
- Endasys brevis
- Endasys brunnulus
- Endasys cnemargus
- Endasys erythrogaster
- Endasys minutulus
- Endasys parviventris
- Endasys petiolus
- Endasys plagiator
- Endasys proteuryopsis
- Endasys rusticus
- Endasys senilis
- Endasys striatus
- Endasys testaceipes
- Endasys thunbergi
- Endasys transverseareolatus
- Endasys triannulatus
- Endasys varipes
- Ethelurgus sodalis
- Ethelurgus vulnerator
- Eudelus pallicarpus
- Eudelus scabriculus
- Eudelus simillimus
- Fianoniella punctiscutum
- Gambrus amoenus
- Gambrus bipunctatus
- Gambrus carnifex
- Gambrus incubitor
- Gambrus ornatus
- Gambrus tricolor
- Gelis acarorum
- Gelis agilis
- Gelis albicinctoides
- Gelis albipalpus
- Gelis albopilosus
- Gelis anthracinus
- Gelis areator
- Gelis avarus
- Gelis balteatus
- Gelis bicolor
- Gelis brassicae
- Gelis brevis
- Gelis caudatulus
- Gelis cinctus
- Gelis cursitans
- Gelis curvicauda
- Gelis discedens
- Gelis divaricatus
- Gelis edentatus
- Gelis exareolatus
- Gelis falcatus
- Gelis fallax
- Gelis fasciitinctus
- Gelis formicarius
- Gelis forticornis
- Gelis fuscicornis
- Gelis hortensis
- Gelis intermedius
- Gelis kiesenwetteri
- Gelis liparae
- Gelis longicauda
- Gelis lucidulus
- Gelis mangeri
- Gelis meigenii
- Gelis melanocephalus
- Gelis melanogaster
- Gelis melanophorus
- Gelis micrurus
- Gelis mitis
- Gelis mutillatus
- Gelis nitidus
- Gelis obscuripes
- Gelis papaveris
- Gelis problemator
- Gelis proximus
- Gelis pulicarius
- Gelis recens
- Gelis rufipes
- Gelis rufogaster
- Gelis rufotinctus
- Gelis rugifer
- Gelis seyrigi
- Gelis spinula
- Gelis terribilis
- Gelis thomsoni
- Gelis trux
- Gelis viduus
- Gelis vulnerans
- Gelis zeirapherator
- Giraudia grisescens
- Giraudia gyratoria
- Glyphicnemis atrata
- Glyphicnemis clypealis
- Glyphicnemis profligator
- Glyphicnemis vagabunda
- Gnotus chionops
- Gnotus macrurus
- Gnotus rugipectus
- Gnotus tenuipes
- Gnypetomorpha obscura
- Grasseiteles punctus
- Hedylus crassicornis
- Helcostizus restaurator
- Hidryta nigricoxa
- Hidryta sordida
- Hoplocryptus bellosus
- Hoplocryptus bohemani
- Hoplocryptus confector
- Hoplocryptus fugitivus
- Hoplocryptus murarius
- Hoplocryptus quadriguttatus
- Idiolispa analis
- Idiolispa hungarica
- Idiolispa obfuscator
- Idiolispa subalpina
- Isadelphus armatus
- Isadelphus coriarius
- Isadelphus gallicola
- Isadelphus inimicus
- Ischnus agitator
- Ischnus alternator
- Ischnus inquisitorius
- Ischnus migrator
- Javra anomala
- Javra opaca
- Javra tricincta
- Listrocryptus spatulatus
- Listrognathus firmator
- Listrognathus mactator
- Listrognathus mengersseni
- Listrognathus obnoxius
- Lochetica westoni
- Lysibia ceylonensis
- Lysibia nanus
- Lysibia tenax
- Mastrulus marshalli
- Mastrus deminuens
- Mastrus fumipennis
- Mastrus longulus
- Mastrus mandibularis
- Mastrus pictipes
- Mastrus ridibundus
- Mastrus rufulus
- Mastrus sordipes
- Mastrus varicoxis
- Medophron afflictor
- Medophron armatulus
- Medophron crassicornis
- Medophron mixtus
- Medophron nigriceps
- Medophron nitidus
- Megacara hortulana
- Megacara vagans
- Megaplectes monticola
- Meringopus attentorius
- Meringopus cyanator
- Meringopus titillator
- Mesoleptus albolineatus
- Mesoleptus angustulus
- Mesoleptus arridens
- Mesoleptus coarctatus
- Mesoleptus congener
- Mesoleptus distinctus
- Mesoleptus gemellus
- Mesoleptus incertus
- Mesoleptus incessor
- Mesoleptus laevigatus
- Mesoleptus laticinctus
- Mesoleptus petiolaris
- Mesoleptus pronus
- Mesoleptus sollicitus
- Mesoleptus subcompressus
- Mesoleptus vigilatorius
- Mesopolobus mesostenus
- Mesostenus transfuga
- Nematopodius debilis
- Neopimpla aleiodesi
- Obisiphaga stenoptera
- Odontoneura annulicornis
- Oresbius arridens
- Oresbius castaneus
- Oresbius funereus
- Oresbius galactinus
- Oresbius leucopsis
- Oresbius nivalis
- Oresbius subguttatus
- Orthizema amabile
- Orthizema graviceps
- Orthizema hadrocerum
- Orthizema obscurum
- Orthizema pullator
- Orthizema subannulatum
- Orthizema triannulatum
- Parmortha parvula
- Parmortha pleuralis
- Phygadeuon acutipennis
- Phygadeuon atropos
- Phygadeuon brachyurus
- Phygadeuon brevitarsis
- Phygadeuon canaliculatus
- Phygadeuon cephalotes
- Phygadeuon clotho
- Phygadeuon cubiceps
- Phygadeuon cylindraceus
- Phygadeuon devonensis
- Phygadeuon dimidiatus
- Phygadeuon dromicus
- Phygadeuon dubius
- Phygadeuon elegans
- Phygadeuon elliotti
- Phygadeuon exiguus
- Phygadeuon flavimanus
- Phygadeuon forticornis
- Phygadeuon fraternae
- Phygadeuon fumator
- Phygadeuon geniculatus
- Phygadeuon gracilentus
- Phygadeuon hercynicus
- Phygadeuon infelix
- Phygadeuon laeviventris
- Phygadeuon leucostigmus
- Phygadeuon liosternus
- Phygadeuon magnicornis
- Phygadeuon nanus
- Phygadeuon nitidus
- Phygadeuon ovaliformis
- Phygadeuon ovatus
- Phygadeuon pallicarpus
- Phygadeuon paradoxus
- Phygadeuon pegomyiae
- Phygadeuon punctiventris
- Phygadeuon rotundipennis
- Phygadeuon rubricaudus
- Phygadeuon rugulosus
- Phygadeuon subtilis
- Phygadeuon surriensis
- Phygadeuon tenuiscapus
- Phygadeuon thomsoni
- Phygadeuon trichops
- Phygadeuon troglodytes
- Phygadeuon variabilis
- Phygadeuon varicornis
- Phygadeuon vexator
- Platyrhabdus nervellator
- Platyrhabdus clypeatus
- Platyrhabdus monodon
- Platyrhabdus inflatus
- Plectocryptus albulatorius
- Plectocryptus digitatus
- Plectocryptus effeminatus
- Plectocryptus periculosus
- Pleolophus basizonus
- Pleolophus brachypterus
- Pleolophus sericans
- Pleolophus vestigialis
- Pleurogyrus pumilus
- Pleurogyrus persector
- Polyaulon paradoxus
- Polyaulon stiavnicensis
- Polytribax arrogans
- Polytribax perspicillator
- Polytribax picticornis
- Polytribax rufipes
- Pygocryptus brevicornis
- Rhembobius bifrons
- Rhembobius perscrutator
- Rhembobius quadrispinus
- Schenkia graminicola
- Schenkia labralis
- Schenkia spinolae
- Sphecophaga vesparum
- Stibeutes gravenhorstii
- Stibeutes curvispina
- Stibeutes heinemanni
- Stibeutes breviareolatus
- Stilpnus blandus
- Stilpnus crassicornis
- Stilpnus deplanatus
- Stilpnus dryadum
- Stilpnus fallax
- Stilpnus gagates
- Stilpnus parvulus
- Stilpnus pavoniae
- Stilpnus subzonulus
- Stilpnus tenebricosus
- Sulcarius biannulatus
- Sulcarius bispinosus
- Sulcarius laevipleuris
- Sulcarius nigricornis
- Sulcarius nigridens
- Thaumatogelis audax
- Thaumatogelis innoxius
- Thaumatogelis lichtensteini
- Thaumatogelis neesii
- Thaumatogelis sylvicola
- Thaumatogelis vulpinus
- Theroscopus bonelli
- Theroscopus coriaceus
- Theroscopus esenbeckii
- Theroscopus fasciatulus
- Theroscopus hemipteron
- Theroscopus megacentrus
- Theroscopus melanopygus
- Theroscopus pedestris
- Theroscopus rufulus
- Theroscopus ungularis
- Thrybius brevispina
- Thrybius praedator
- Tricholinum ischnocerum
- Tropistes falcatus
- Tropistes nitidipennis
- Trychosis ingrata
- Trychosis insularis
- Trychosis legator
- Trychosis picta
- Trychosis tristator
- Uchidella brevicauda
- Uchidella longicaudata
- Xenolytus bitinctus
- Xenolytus substriatus
- Xiphulcus floricolator
- Xylophrurus lancifer
- Xylophrurus tumidus
- Zoophthorus anglicanus
- Zoophthorus bridgmani
- Zoophthorus cynipinus
- Zoophthorus graculus
- Zoophthorus infirmus
- Zoophthorus palpator

### Ctenopelmatinae
W Wlk. Brytanii stwierdzono m.in.:

- Absyrtus vernalis
- Absyrtus vicinator
- Alcochera flavipes
- Alexeter attenuatus
- Alexeter clavator
- Alexeter coxalis
- Alexeter fallax
- Alexeter improbus
- Alexeter multicolor
- Alexeter nebulator
- Alexeter niger
- Alexeter rapinator
- Alexeter segmentarius
- Anisotacrus bipunctatus
- Anisotacrus tenellus
- Anisotacrus xanthostigma
- Anoncus femorator
- Anoncus gracilicornis
- Anoncus linitus
- Arbelus athaliaeperda
- Asthenara scabricula
- Asthenara socia
- Azelus erythropalpus
- Barytarbes colon
- Barytarbes flavicornis
- Barytarbes flavoscutellatus
- Barytarbes laeviusculus
- Campodorus alticola
- Campodorus amictus
- Campodorus astutus
- Campodorus caligatus
- Campodorus commotus
- Campodorus corrugatus
- Campodorus difformis
- Campodorus dorsalis
- Campodorus elegans
- Campodorus gallicus
- Campodorus hamulus
- Campodorus haematodes
- Campodorus ignavus
- Campodorus immarginatus
- Campodorus incidens
- Campodorus liosternus
- Campodorus luctuosus
- Campodorus maculicollis
- Campodorus marginalis
- Campodorus melanogaster
- Campodorus mixtus
- Campodorus molestus
- Campodorus nigridens
- Campodorus patagiatus
- Campodorus pectinator
- Campodorus pictipes
- Campodorus scapularis
- Campodorus tristis
- Campodorus variegatus
- Campodorus viduus
- Campodorus vitosaensis
- Ctenopelma ruficorne
- Ctenopelma tomentosum
- Euryproctus alpinus
- Euryproctus annulatus
- Euryproctus bivinctus
- Euryproctus crassicornis
- Euryproctus geniculosus
- Euryproctus holmgreni
- Euryproctus inferus
- Euryproctus luteicornis
- Euryproctus mundus
- Euryproctus nemoralis
- Euryproctus plantator
- Glyptorhaestus boschmai
- Glyptorhaestus periclistor
- Glyptorhaestus punctatus
- Glyptorhaestus punctulatus
- Glyptorhaestus selandrivorus
- Gunomeria macrodactyla
- Gunomeria sordida
- Hadrodactylus bidentulus
- Hadrodactylus confusus
- Hadrodactylus faciator
- Hadrodactylus femoralis
- Hadrodactylus flavofacialis
- Hadrodactylus fugax
- Hadrodactylus gracilipes
- Hadrodactylus gracilis
- Hadrodactylus insignis
- Hadrodactylus nigrifemur
- Hadrodactylus paludicola
- Hadrodactylus semirufus
- Hadrodactylus spiraculator
- Hadrodactylus tiphae
- Hadrodactylus villosulus
- Hadrodactylus vulneratus
- Himerta defectiva
- Himerta sepulchralis
- Himerta bisannulata
- Homaspis analis
- Hypamblys albopictus
- Hyperbatus orbitalis
- Hyperbatus segmentator
- Hyperbatus sternoxanthus
- Hypsantyx lituratorius
- Ischyrocnemis goesi
- Labrossyta scotoptera
- Lagarotis debitor
- Lagarotis semicaligata
- Lamachus coalitorius
- Lamachus eques
- Lamachus frutetorum
- Lamachus pini
- Lamachus virgultorum
- Lathiponus bicolor
- Lathrolestes bipunctatus
- Lathrolestes buccinator
- Lathrolestes caudatus
- Lathrolestes citreus
- Lathrolestes clypeatus
- Lathrolestes ensator
- Lathrolestes luteolator
- Lathrolestes macropygus
- Lathrolestes moravicus
- Lathrolestes nigricollis
- Lathrolestes orbitalis
- Lathrolestes pictilis
- Lathrolestes pleuralis
- Lathrolestes ungularis
- Lathrolestes verticalis
- Lethades cingulator
- Lethades curvispina
- Lethades facialis
- Lethades imperfecti
- Lethades laricis
- Lophyroplectus oblongopunctatus
- Mesoleius aceris
- Mesoleius antennator
- Mesoleius armillatorius
- Mesoleius aulicus
- Mesoleius axillaris
- Mesoleius brevipalpis
- Mesoleius caninae
- Mesoleius congruens
- Mesoleius dubius
- Mesoleius filicornis
- Mesoleius frenalis
- Mesoleius furax
- Mesoleius fuscipes
- Mesoleius geniculatus
- Mesoleius intermedius
- Mesoleius laricis
- Mesoleius melanoleucus
- Mesoleius nivalis
- Mesoleius opticus
- Mesoleius peronatus
- Mesoleius phyllotomae
- Mesoleius placidus
- Mesoleius pyriformis
- Mesoleius ribesii
- Mesoleius tenthredinis
- Mesoleius varicoxa
- Mesoleptidea cingulata
- Mesoleptidea hilaris
- Mesoleptidea prosoleuca
- Mesoleptidea stalii
- Notopygus emarginatus
- Oetophorus naevius
- Opheltes glaucopterus
- Olethrodotis modesta
- Otlophorus anceps
- Otlophorus italicus
- Otlophorus pulverulentus
- Otlophorus senilis
- Otlophorus vepretorum
- Pantorhaestes xanthostomus
- Perilissus albitarsis
- Perilissus compressus
- Perilissus erythrocephalus
- Perilissus lutescens
- Perilissus nigrolineatus
- Perilissus pallidus
- Perilissus rufoniger
- Perilissus sericeus
- Perilissus spilonotus
- Perilissus tripunctor
- Perilissus variator
- Perispuda bignellii
- Perispuda facialis
- Perispuda sulphurata
- Phaestus anomalus
- Phobetes atomator
- Phobetes cerinostomus
- Phobetes chrysostomus
- Phobetes femorator
- Phobetes fuscicornis
- Phobetes leptocerus
- Phobetes nigriceps
- Pion nigripes
- Priopoda apicaria
- Priopoda xanthopsana
- Protarchus testatorius
- Protarchus melanurus
- Rhaestus lativentris
- Rhaestus rufipes
- Rhinotorus compactor
- Rhinotorus leucostomus
- Rhinotorus longicornis
- Rhinotorus nasutus
- Rhinotorus similis
- Rhorus anglicator
- Rhorus binotatus
- Rhorus chrysopus
- Rhorus chrysopygus
- Rhorus exstirpatorius
- Rhorus fasciatus
- Rhorus flavopictus
- Rhorus lapponicus
- Rhorus longicornis
- Rhorus longigena
- Rhorus punctus
- Rhorus palustris
- Rhorus neuter
- Rhorus subfasciatus
- Rhorus versator
- Saotis compressiuscula
- Saotis liopleuris
- Saotis morleyi
- Saotis nigriscuta
- Saotis renovata
- Saotis varicoxa
- Scolobates auriculatus
- Scopesis bicolor
- Scopesis depressa
- Scopesis macropus
- Scopesis flavopictus
- Scopesis fraterna
- Scopesis frontator
- Scopesis gesticulator
- Scopesis macropus
- Scopesis obscura
- Scopesis rufonotata
- Scopesis tegularis
- Semimesoleius exophthalmicus
- Smicrolius parvicalcar
- Sympherta antilope
- Sympherta obligator
- Sympherta splendens
- Sympherta sulcata
- Sympherta tenthredinarum
- Sympherta ullrichi
- Syndipnus alutaceus
- Syndipnus decipiens
- Syndipnus lateralis
- Syndipnus macrocerus
- Syndipnus sternoleucus
- Synodites breviusculus
- Synodites carinatus
- Synodites discolor
- Synodites erosus
- Synodites facialis
- Synodites hilaris
- Synodites lineiger
- Synodites notatus
- Synoecetes anterior
- Synomelix albipes
- Synomelix faciator
- Synomelix perfida
- Syntactus delusor
- Syntactus minor
- Syntactus minutus
- Trematopygus horwathi
- Trematopygus melanocerus
- Trematopygus nigricornis
- Trematopygus rufator
- Trematopygus spiniger
- Trematopygodes aprilinus
- Xenoschesis fulvipes
- Xenoschesis ustulata
- Zaplethocornia exstinctor
- Zemiophora scutulata

### Cylloceriinae
W Wlk. Brytanii stwierdzono m.in.:
- Allomacrus arcticus
- Cylloceria caligata
- Cylloceria melancholica
- Cylloceria sylvestris

### Diacritinae
W Wlk. Brytanii stwierdzono m.in.:
- Diacritus aciculatus

### Diplazontinae
W Wlk. Brytanii stwierdzono m.in.:

- Bioblapsis mallochi
- Bioblapsis polita
- Campocraspedon annulitarsis
- Campocraspedon caudatus
- Diplazon annulatus
- Diplazon deletus
- Diplazon laetatorius
- Diplazon neoalpinus
- Diplazon pectoratorius
- Diplazon scutatorius
- Diplazon tetragonus
- Diplazon tibiatorius
- Diplazon varicoxa
- Enizemum nigricorne
- Enizemum ornatum
- Phthorima compressa
- Phthorima picta
- Phthorima xanthaspis
- Promethes bridgmani
- Promethes sulcator
- Sussaba cognata
- Sussaba dorsalis
- Sussaba erigator
- Sussaba flavipes
- Sussaba pulchella
- Sussaba punctiventris
- Syrphoctonus collinus
- Syrphoctonus crassicornis
- Syrphoctonus crassicrus
- Syrphoctonus dimidiatus
- Syrphoctonus elegans
- Syrphoctonus fissorius
- Syrphoctonus gracilentus
- Syrphoctonus haemorrhoidalis
- Syrphoctonus impolitus
- Syrphoctonus incisus
- Syrphoctonus longiventris
- Syrphoctonus megaspis
- Syrphoctonus neopulcher
- Syrphoctonus nigritarsus
- Syrphoctonus pallipes
- Syrphoctonus pictus
- Syrphoctonus signatus
- Syrphoctonus simulans
- Syrphoctonus strigator
- Syrphoctonus subopacus
- Syrphoctonus sundevalli
- Syrphoctonus tarsatorius
- Syrphophilus bizonarius
- Syrphophilus tricinctorius
- Tymmophorus erythrozonus
- Tymmophorus obscuripes
- Tymmophorus suspiciosus
- Woldstedtius biguttatus
- Woldstedtius citropectoralis
- Woldstedtius flavolineatus
- Xestopelta gracillima

### Eucerotinae
W Wlk. Brytanii stwierdzono m.in.:
- Euceros albitarsus
- Euceros pruinosus
- Euceros serricornis

### Hybrizontinae
W Wlk. Brytanii stwierdzono m.in.:
- Ghilaromma fuliginosi
- Hybrizon buccatus

### Ichneumoninae
W Wlk. Brytanii stwierdzono m.in.:

- Achaius margineguttatus
- Achaius oratorius
- Acolobus albimanus
- Acolobus sericeus
- Aethecerus discolor
- Aethecerus dispar
- Aethecerus foveolatus
- Aethecerus longulus
- Aethecerus nitidus
- Aethecerus placidus
- Aethecerus porcellus
- Aethecerus rugifrons
- Amblyteles armatorius
- Amblyjoppa fuscipennis
- Amblyjoppa proteus
- Anisobas cingulatellus
- Anisobas platystylus
- Aoplus altercator
- Aoplus castaneus
- Aoplus defraudator
- Aoplus ochropis
- Aoplus rubricosus
- Aoplus ruficeps
- Apaeleticus bellicosus
- Apaeleticus haematodus
- Apaeleticus inimicus
- Asthenolabus daemon
- Asthenolabus latiscapus
- Asthenolabus vitratorius
- Baeosemus mitigosus
- Baranisobas ridibundus
- Barichneumon anator
- Barichneumon bilunulatus
- Barichneumon chionomus
- Barichneumon derogator
- Barichneumon gemellus
- Barichneumon heracliana
- Barichneumon quadriguttatus
- Barichneumon peregrinator
- Barichneumon plagiarius
- Barichneumon praeceptor
- Callajoppa cirrogaster
- Callajoppa exaltatoria
- Chasmias lugens
- Chasmias motatorius
- Chasmias paludator
- Centeterus confector
- Centeterus rubiginosus
- Coelichneumon biannulatus
- Coelichneumon bilineatus
- Coelichneumon castaniventris
- Coelichneumon comitator
- Coelichneumon consimilis
- Coelichneumon cyaniventris
- Coelichneumon deliratorius
- Coelichneumon desinatorius
- Coelichneumon falsificus
- Coelichneumon haemorrhoidalis
- Coelichneumon leucocerus
- Coelichneumon litoralis
- Coelichneumon nigerrimus
- Coelichneumon oltenensis
- Coelichneumon orbitator
- Coelichneumon ruficauda
- Coelichneumon serenus
- Coelichneumon validus
- Coelichneumonops solutus
- Colpognathus celerator
- Colpognathus divisus
- Cotiheresiarches dirus
- Cratichneumon albifrons
- Cratichneumon coruscator
- Cratichneumon culex
- Cratichneumon flavifrons
- Cratichneumon fugitivus
- Cratichneumon infidus
- Cratichneumon jocularis
- Cratichneumon luteiventris
- Cratichneumon rufifrons
- Cratichneumon semirufus
- Cratichneumon sicarius
- Cratichneumon versator
- Cratichneumon viator
- Cratichneumon vulpecula
- Cratichneumon sicarius
- Crypteffigies albilarvatus
- Crypteffigies lanius
- Crypteffigies pseudocryptus
- Crytea sanguinator
- Ctenichneumon castigator
- Ctenichneumon devylderi
- Ctenichneumon divisorius
- Ctenichneumon edictorius
- Ctenichneumon funereus
- Ctenichneumon inspector
- Ctenichneumon melanocastanus
- Ctenichneumon messorius
- Ctenichneumon nitens
- Ctenichneumon panzeri
- Ctenochares bicolorus
- Cyclolabus dubiosus
- Cyclolabus nigricollis
- Cyclolabus pactor
- Deuterolabops eupitheciae
- Dentilabus variegatus
- Diadromus albinotatus
- Diadromus arrisor
- Diadromus candidatus
- Diadromus collaris
- Diadromus heteroneurus
- Diadromus pulchellus
- Diadromus subtilicornis
- Diadromus tenax
- Diadromus troglodytes
- Diadromus varicolor
- Dicaelotus cameroni
- Dicaelotus decipiens
- Dicaelotus erythrostoma
- Dicaelotus inflexus
- Dicaelotus orbitalis
- Dicaelotus parvulus
- Dicaelotus pictus
- Dicaelotus pudibundus
- Dicaelotus pumilus
- Dicaelotus punctiventris
- Dicaelotus pusillator
- Dicaelotus resplendens
- Dicaelotus ruficoxatus
- Dicaelotus rufoniger
- Dicaelotus suspectus
- Dilleritomus apertor
- Dilleritomus filiformis
- Diphyus amatorius
- Diphyus castanopyga
- Diphyus gradatorius
- Diphyus longigena
- Diphyus luctatorius
- Diphyus mercatorius
- Diphyus monitorius
- Diphyus ochromelas
- Diphyus quadripunctorius
- Diphyus palliatorius
- Diphyus raptorius
- Diphyus salicatorius
- Diphyus septemguttatus
- Diphyus trifasciatus
- Dirophanes callopus
- Dirophanes fulvitarsis
- Dirophanes invisor
- Dirophanes maculicornis
- Dirophanes regenerator
- Ectopius rubellus
- Eparces grandiceps
- Epitomus infuscatus
- Epitomus proximus
- Eriplatys ardeicollis
- Eriplatys sawoniewiczi
- Eristicus clarigator
- Eristicus clericus
- Eupalamus lacteator
- Eupalamus wesmaeli
- Eurylabus larvatus
- Eurylabus torvus
- Eurylabus tristis
- Eutanyacra crispatoria
- Eutanyacra glaucatoria
- Eutanyacra pallidicornis
- Eutanyacra picta
- Exephanes fulvescens
- Exephanes ischioxanthus
- Exephanes occupator
- Exephanes riesei
- Exephanes venustus
- Goedartia alboguttata
- Hemichneumon subdolus
- Herpestomus arridens
- Herpestomus brunnicornis
- Herpestomus nasutus
- Herpestomus wesmaeli
- Hepiopelmus melanogaster
- Hepiopelmus variegatorius
- Heresiarches eudoxius
- Heterischnus nigricollis
- Heterischnus pulex
- Heterischnus truncator
- Homotherus locutor
- Homotherus magus
- Homotherus varipes
- Hoplismenus axillatorius
- Hoplismenus bidentatus
- Hybophorellus aulicus
- Hybophorellus injucundus
- Hypomecus quadriannulatus
- Ichneumon albiger
- Ichneumon alius
- Ichneumon alpestris
- Ichneumon analis
- Ichneumon aquilonius
- Ichneumon bellipes
- Ichneumon bucculentus
- Ichneumon caloscelis
- Ichneumon cessator
- Ichneumon confusor
- Ichneumon computatorius
- Ichneumon crassifemur
- Gąsienicznik różnobarwny (Ichneumon emancipatus)
- Ichneumon exilicornis
- Ichneumon extensorius
- Ichneumon formosus
- Ichneumon fulvicornis
- Ichneumon gracilentus
- Ichneumon gracilicornis
- Ichneumon haemorrhoicus
- Ichneumon ignobilis
- Ichneumon insidiosus
- Ichneumon languidus
- Ichneumon lautatorius
- Ichneumon ligatorius
- Ichneumon megapodius
- Ichneumon melanotis
- Ichneumon memorator
- Ichneumon minutorius
- Ichneumon molitorius
- Ichneumon mordax
- Ichneumon oblongus
- Ichneumon opacus
- Ichneumon primatorius
- Ichneumon rufidorsatus
- Ichneumon sarcitorius
- Ichneumon sculpturatus
- Ichneumon simulans
- Ichneumon spurius
- Ichneumon stigmatorius
- Gąsienicznik motylowiec (Ichneumon stramentarius)
- Ichneumon suspiciosus
- Ichneumon terminatorius
- Ichneumon tuberculipes
- Ichneumon vafer
- Ichneumon validicornis
- Ichneumon ventus
- Ichneumon vulneratorius
- Ichneumon xanthorius
- Limerodes arctiventris
- Limerodops elongatus
- Limerodops subsericans
- Linycus exhortator
- Listrodromus nycthemerus
- Lymantrichneumon disparis
- Melanichneumon leucocheilus
- Mevesia arguta
- Mevesia guttata
- Misetus oculatus
- Nematomicrus tenellus
- Neotypus nobilitator
- Notosemus bohemani
- Obtusodonta equitatoria
- Oiorhinus pallipalpis
- Oronotus binotatus
- Orotylus mitis
- Paraethecerus elongatus
- Phaeogenes curator
- Phaeogenes distinctus
- Phaeogenes foveolatus
- Phaeogenes heterogonus
- Phaeogenes melanogonos
- Phaeogenes mysticus
- Phaeogenes planifrons
- Phaeogenes semivulpinus
- Phaeogenes subuliferus
- Phaeogenes trepidus
- Platylabops apricus
- Platylabops humilis
- Platylabops lariciatae
- Platylabops speciosus
- Platylabops virginalis
- Platylabus concinnus
- Platylabus curtorius
- Platylabus decipiens
- Platylabus dolorosus
- Platylabus fugator
- Platylabus gigas
- Platylabus histrio
- Platylabus intermedius
- Platylabus iridipennis
- Platylabus nigrocyaneus
- Platylabus obator
- Platylabus odiosus
- Platylabus opaculus
- Platylabus pumilio
- Platylabus punctifrons
- Platylabus rufus
- Platylabus stolidus
- Platylabus tenuicornis
- Platylabus transversus
- Platylabus tricingulatus
- Platylabus vibratorius
- Platylabus wienkeri
- Platymischos atriventris
- Poecilostictus cothurnatus
- Pristicerops infractorius
- Pristicerops laetepictus
- Pristiceros serrarius
- Probolus crassulus
- Probolus culpatorius
- Protichneumon pisorius
- Protichneumon similatorius
- Psilomastax pyramidalis
- Spilichneumon ammonius
- Spilichneumon occisorius
- Spilichneumon celenae
- Spilichneumon johansoni
- Spilothyrateles nuptatorius
- Spilothyrateles punctus
- Stenaoplus pictus
- Stenichneumon culpator
- Stenichneumon militarius
- Stenobarichneumon basalis
- Stenobarichneumon basiglyptus
- Stenobarichneumon citator
- Stenodontus marginellus
- Sycaonia foersteri
- Syspasis lineator
- Syspasis rufina
- Syspasis scutellator
- Thyrateles camelinus
- Thyrateles haereticus
- Trachyarus corvinus
- Tricholabus strigatorius
- Triptognathus sibilans
- Trogus lapidator
- Tycherus bellicornis
- Tycherus cephalotes
- Tycherus coriaceus
- Tycherus discoidalis
- Tycherus dodecellae
- Tycherus elongatus
- Tycherus eques
- Tycherus flavidens
- Tycherus fuscicornis
- Tycherus jucundus
- Tycherus impiger
- Tycherus infimus
- Tycherus ischiomelinus
- Tycherus macilentus
- Tycherus modestus
- Tycherus nigridens
- Tycherus ophtalmicus
- Tycherus osculator
- Tycherus stipator
- Tycherus suspicax
- Tycherus verecundus
- Virgichneumon albilineatus
- Virgichneumon albosignatus
- Virgichneumon callicerus
- Virgichneumon digrammus
- Virgichneumon dumeticola
- Virgichneumon faunus
- Virgichneumon maculicauda
- Virgichneumon monostagon
- Virgichneumon tergenus
- Vulgichneumon bimaculatus
- Vulgichneumon deceptor
- Vulgichneumon saturatorius
- Vulgichneumon suavis

### Lycorininae
W Wlk. Brytanii stwierdzono m.in.:
- Lycorina triangulifera

### Mesochorinae
W Wlk. Brytanii stwierdzono m.in.:

- Astiphromma dorsale
- Astiphromma granigerum
- Astiphromma hamulum
- Astiphromma longiceps
- Astiphromma mandibulare
- Astiphromma pictum
- Astiphromma scutellatum
- Astiphromma splenium
- Astiphromma tenuicorne
- Astiphromma trimaculosum
- Cidaphus alarius
- Cidaphus areolatus
- Cidaphus atricillus
- Mesochorus aggestus
- Mesochorus anglicus
- Mesochorus angustatus
- Mesochorus anomalus
- Mesochorus arenarius
- Mesochorus atriventris
- Mesochorus basalis
- Mesochorus brevipetiolatus
- Mesochorus brittannicus
- Mesochorus carinatus
- Mesochorus confusus
- Mesochorus curvulus
- Mesochorus dimidiator
- Mesochorus dimidiatus
- Mesochorus discitergus
- Mesochorus discolor
- Mesochorus errabundus
- Mesochorus extensator
- Mesochorus flavescens
- Mesochorus formosus
- Mesochorus fulgurans
- Mesochorus fuscicornis
- Mesochorus fuscus
- Mesochorus gemellus
- Mesochorus giberius
- Mesochorus globulator
- Mesochorus iniquus
- Mesochorus insularis
- Mesochorus jenniferae
- Mesochorus latus
- Mesochorus liquidus
- Mesochorus nematus
- Mesochorus nuncupator
- Mesochorus olerum
- Mesochorus orbitalis
- Mesochorus owenae
- Mesochorus oxfordensis
- Mesochorus pallipes
- Mesochorus pectinipes
- Mesochorus perticatus
- Mesochorus pumilionis
- Mesochorus punctipleuris
- Mesochorus quercus
- Mesochorus rufoniger
- Mesochorus rutilus
- Mesochorus scutellaris
- Mesochorus semirufus
- Mesochorus stigmator
- Mesochorus temporalis
- Mesochorus tenuiscapus
- Mesochorus testaceus
- Mesochorus tetricus
- Mesochorus trifoveatus
- Mesochorus unicinctor
- Mesochorus velox
- Mesochorus vitticollis
- Mesochorus windsorianus

### Metopiinae
W Wlk. Brytanii stwierdzono m.in.:

- Apolophus borealis
- Carria paradoxa
- Chorinaeus australis
- Chorinaeus brevicalcar
- Chorinaeus cristator
- Chorinaeus flavipes
- Chorinaeus funebris
- Chorinaeus hastianae
- Chorinaeus longicornis
- Chorinaeus rhenanus
- Chorinaeus subcarinatus
- Chorinaeus talpa
- Colpotrochia cincta
- Exochus albicinctus
- Exochus alpinus
- Exochus britannicus
- Exochus carri
- Exochus citripes
- Exochus consimilis
- Exochus erythronotus
- Exochus flavomarginatus
- Exochus fletcheri
- Exochus frontellus
- Exochus gravipes
- Exochus gravis
- Exochus intermedius
- Exochus lentipes
- Exochus lictor
- Exochus mitratus
- Exochus nigripalpis
- Exochus notatus
- Exochus pictus
- Exochus prosopius
- Exochus semilividus
- Exochus septentrionalis
- Exochus thomsoni
- Exochus tibialis
- Hypsicera anglica
- Hypsicera curvator
- Hypsicera femoralis
- Hypsicera flaviceps
- Hypsicera subtilitor
- Metopius anxius
- Metopius citratus
- Metopius croceicornis
- Metopius dentatus
- Metopius interruptus
- Metopius leiopygus
- Metopius pinatorius
- Periope auscultator
- Stethoncus monopicida
- Synosis caesiellae
- Synosis fieldi
- Synosis parenthesellae
- Triclistus aethiops
- Triclistus albicinctus
- Triclistus anthophilae
- Triclistus areolatus
- Triclistus congener
- Triclistus epermeniae
- Triclistus facialis
- Triclistus globulipes
- Triclistus lativentris
- Triclistus longicalcar
- Triclistus niger
- Triclistus pallipes
- Triclistus podagricus
- Triclistus pubiventris
- Triclistus pygmaeus
- Triclistus squalidus
- Triclistus spiracularis
- Triclistus yponomeutae
- Trieces thuringiacus
- Trieces tricarinatus

### Microleptinae
W Wlk. Brytanii stwierdzono m.in.:
- Microleptes aquisgranensis
- Microleptes rectangulus
- Microleptes splendidulus

### Neorhacodinae
W Wlk. Brytanii stwierdzono m.in.:
- Neorhacodes enslini

### Ophioninae
W Wlk. Brytanii stwierdzono m.in.:
- Enicospilus combustus
- Enicospilus inflexus
- Enicospilus merdarius
- Enicospilus ramidulus
- Enicospilus tournieri
- Enicospilus undulatus
- Eremotylus curvinervis
- Eremotylus marginatus
- Ophion areolaris
- Ophion brevicornis
- Ophion costatus
- Ophion crassicornis
- Ophion forticornis
- Ophion longigena
- sierpoń żółty (Ophion luteus)
- Ophion minutus
- Ophion mocsaryi
- sierpoń jesienny (Ophion obscuratus)
- Ophion ocellaris
- Ophion parvulus
- Ophion perkinsi
- Ophion pteridis
- sierpoń leśny (Ophion scutellaris)
- Ophion ventricosus
- Stauropoctonus bombycivorus

### Orthocentrinae
W Wlk. Brytanii stwierdzono m.in.:

- Aniseres lapponicus
- Aniseres pallipes
- Aperileptus albipalpus
- Aperileptus infuscatus
- Aperileptus impurus
- Aperileptus microspilus
- Aperileptus vanus
- Apoclima signaticorne
- Batakomacrus crassicaudatus
- Catastenus femoralis
- Dialipsis exilis
- Entypoma robustator
- Entypoma robustum
- Entypoma suspiciosum
- Eusterinx argutula
- Eusterinx inaequalis
- Eusterinx obscurella
- Eusterinx tenuicincta
- Gnathochorisis crassulus
- Gnathochorisis dentifer
- Helictes borealis
- Helictes erythrostoma
- Hemiphanes flavipes
- Hemiphanes gravator
- Hemiphanes performidatum
- Megastylus cruentator
- Megastylus excubitor
- Megastylus flavopictus
- Megastylus impressor
- Megastylus orbitator
- Megastylus pectoralis
- Megastylus suecicus
- Neurateles falcatus
- Neurateles papyraceus
- Orthocentrus asper
- Orthocentrus attenuatus
- Orthocentrus corrugatus
- Orthocentrus frontator
- Orthocentrus fulvipes
- Orthocentrus marginatus
- Orthocentrus monilicornis
- Orthocentrus petiolaris
- Orthocentrus protervus
- Orthocentrus radialis
- Orthocentrus sannio
- Orthocentrus spurius
- Orthocentrus winnertzii
- Pantisarthrus dispar
- Pantisarthrus lubricus
- Pantisarthrus luridus
- Picrostigeus brevicauda
- Picrostigeus debilis
- Picrostigeus obscurus
- Picrostigeus recticauda
- Picrostigeus setiger
- Plectiscidea amicalis
- Plectiscidea bistriata
- Plectiscidea canaliculata
- Plectiscidea collaris
- Plectiscidea communis
- Plectiscidea conjuncta
- Plectiscidea eurystigma
- Plectiscidea humeralis
- Plectiscidea hyperborea
- Plectiscidea melanocera
- Plectiscidea subteres
- Plectiscidea tener
- Plectiscidea tenuicornis
- Plectiscidea terebrator
- Plectiscidea ventosa
- Plectiscus agilis
- Plectiscus impurator
- Plectiscus ridibundus
- Proclitus attentus
- Proclitus comes
- Proclitus edwardsi
- Proclitus fulvicornis
- Proclitus paganus
- Proclitus praetor
- Proclitus socius
- Proclitus zonatus
- Stenomacrus binotatus
- Stenomacrus carbonariae
- Stenomacrus caudatus
- Stenomacrus celer
- Stenomacrus cognatus
- Stenomacrus cubiceps
- Stenomacrus curvicaudatus
- Stenomacrus curvulus
- Stenomacrus deletus
- Stenomacrus exserens
- Stenomacrus flaviceps
- Stenomacrus holmgreni
- Stenomacrus incisus
- Stenomacrus innotatus
- Stenomacrus laricis
- Stenomacrus molestus
- Stenomacrus ochripes
- Stenomacrus palustris
- Stenomacrus pedestris
- Stenomacrus pygmaeus
- Stenomacrus silvaticus
- Stenomacrus vafer
- Symplecis bicingulata
- Symplecis breviuscula

### Orthopelmatinae
W Wlk. Brytanii stwierdzono m.in.:
- Orthopelma brevicorne
- Orthopelma mediator

### Oxytorinae
W Wlk. Brytanii stwierdzono m.in.:
- Oxytorus armatus
- Oxytorus luridator

### Phrudinae
W Wlk. Brytanii stwierdzono m.in.:
- Astrenis brunneofacies
- Astrenis nigrifacies
- Astrenis paradoxa
- Astrenis sinuatus
- Phrudus badensis
- Phrudus defectus
- Phrudus monilicornis
- Pygmaeolus nitidus

### Pimplinae
W Wlk. Brytanii stwierdzono m.in.:

- Acrodactyla degener
- Acrodactyla madida
- Acrodactyla quadrisculpta
- Acropimpla didyma
- Afrephialtes cicatricosus
- Apechthis compunctor
- Apechthis quadridentata
- Apechthis rufata
- Clistopyga incitator
- Clistopyga rufator
- Clistopyga sauberi
- Delomerista laevis
- Delomerista mandibularis
- Delomerista novita
- Delomerista pfankuchi
- Dolichomitus agnoscendus
- Dolichomitus diversicostae
- Dolichomitus imperator
- Dolichomitus mesocentrus
- Dolichomitus messor
- Dolichomitus populneus
- Dolichomitus pterelas
- Dolichomitus terebrans
- Dolichomitus tuberculatus
- Dreisbachia pictifrons
- Endromopoda arundinator
- Endromopoda detrita
- Endromopoda nigricoxis
- Endromopoda nitida
- Endromopoda phragmitidis
- Ephialtes manifestator
- Exeristes ruficollis
- Fredegunda diluta
- Gregopimpla inquisitor
- Iseropus stercorator
- Itoplectis alternans
- Itoplectis aterrima
- Itoplectis clavicornis
- Itoplectis insignis
- Itoplectis maculator
- Itoplectis melanocephala
- Liotryphon ascaniae
- Liotryphon caudatus
- Liotryphon crassiseta
- Liotryphon punctulatus
- Liotryphon strobilellae
- Oxyrrhexis carbonator
- Paraperithous gnathaulax
- Perithous albicinctus
- Perithous divinator
- Perithous scurra
- Perithous septemcinctorius
- Perithous speculator
- Pimpla aethiops
- Pimpla arctica
- Pimpla contemplator
- Pimpla flavicoxis
- Pimpla insignatoria
- Pimpla melanacrias
- Pimpla rufipes
- Pimpla sodalis
- Pimpla spuria
- Pimpla turionellae
- Pimpla wilchristi
- Piogaster albina
- Piogaster punctulata
- Polysphincta boops
- Polysphincta nielseni
- Polysphincta rufipes
- Polysphincta tuberosa
- Polysphincta vexator
- Scambus brevicornis
- Scambus buolianae
- Scambus calobatus
- Scambus cincticarpus
- Scambus elegans
- Scambus eucosmidarum
- Scambus foliae
- Scambus inanis
- Scambus nigricans
- Scambus planatus
- Scambus pomorum
- Scambus sagax
- Scambus signatus
- Scambus tenthredinum
- Scambus vesicarius
- Schizopyga circulator
- Schizopyga flavifrons
- Schizopyga frigida
- Schizopyga podagrica
- Sinarachna nigricornis
- Sinarachna pallipes
- Townesia tenuiventris
- Theronia atalantae
- Tromatobia forsiusi
- Tromatobia lineatoria
- Tromatobia ornata
- Tromatobia ovivora
- Tromatobia variabilis
- Zaglyptus multicolor
- Zaglyptus varipes
- Zatypota albicoxa
- Zatypota bohemani
- Zatypota discolor
- Zatypota percontatoria

### Poemeniinae
W Wlk. Brytanii stwierdzono m.in.:
- Deuteroxorides elevator
- Podoschistus scutellaris
- Poemenia collaris
- Poemenia hectica
- Poemenia notata
- Pseudorhyssa alpestris

### Rhyssinae
W Wlk. Brytanii stwierdzono m.in.:
- zgłębiec trzpiennikowaty (Rhyssa persuasoria)
- Rhyssella approximator

### Stilbopinae
W Wlk. Brytanii stwierdzono m.in.:
- Panteles schuetzeanus
- Stilbops asper
- Stilbops limneriaeformis
- Stilbops vetulus

### Tersilochinae
W Wlk. Brytanii stwierdzono m.in.:

- Allophroides boops
- Aneuclis melanaria
- Barycnemis angustipennis
- Barycnemis bellator
- Barycnemis blediator
- Barycnemis confusa
- Barycnemis dissimilis
- Barycnemis exhaustator
- Barycnemis gravipes
- Barycnemis guttulator
- Barycnemis harpura
- Barycnemis punctifrons
- Diaparsis aperta
- Diaparsis carinifer
- Diaparsis frontella
- Diaparsis multiplicator
- Diaparsis nutritor
- Diaparsis rara
- Diaparsis stramineipes
- Epistathmus crassicornis
- Gelanes fusculus
- Gelanes simillimus
- Heterocola linguaria
- Phradis brevis
- Phradis interstitialis
- Phradis minutus
- Phradis monticola
- Phradis morionellus
- Phradis nigritulus
- Phradis polonicus
- Phradis rufiventris
- Phradis terebrator
- Phradis thyridialis
- Probles brevicauda
- Probles crassipes
- Probles erythrostomus
- Probles flavipes
- Probles gilvipes
- Probles longicaudator
- Probles marginatus
- Probles microcephalus
- Probles montanus
- Probles neoversutus
- Probles nigriventris
- Probles rufipes
- Probles truncorum
- Probles versutus
- Sathropterus pumilus
- Spinolochus laevifrons
- Tersilochus caudatus
- Tersilochus curvator
- Tersilochus heterocerus
- Tersilochus jocator
- Tersilochus lapponicus
- Tersilochus liopleuris
- Tersilochus longicaudatus
- Tersilochus longicornis
- Tersilochus nitidipleuris
- Tersilochus obliquus
- Tersilochus obscurator
- Tersilochus ruberi
- Tersilochus striola
- Tersilochus terebrator
- Tersilochus triangularis
- Tersilochus tripartitus

### Tryphoninae
W Wlk. Brytanii stwierdzono m.in.:

- Acrotomus lucidulus
- Acrotomus succinctus
- Cladeutes discedens
- Cosmoconus ceratophorus
- Cosmoconus elongator
- Cosmoconus meridionator
- Cosmoconus nigriventris
- Cteniscus maculiventris
- Cteniscus nigrifrons
- Cteniscus pedatorius
- Cteniscus scalaris
- Ctenochira angulata
- Ctenochira angustata
- Ctenochira arcuata
- Ctenochira breviseta
- Ctenochira gelida
- Ctenochira genalis
- Ctenochira gilvipes
- Ctenochira grossa
- Ctenochira haemosterna
- Ctenochira marginata
- Ctenochira meridionator
- Ctenochira pastoralis
- Ctenochira pratensis
- Ctenochira propinqua
- Ctenochira romani
- Ctenochira rubranator
- Ctenochira rufipes
- Ctenochira sanguinatoria
- Ctenochira sphaerocephala
- Ctenochira validicornis
- Ctenochira xanthopyga
- Cycasis rubiginosa
- Dyspetes luteomarginatus
- Eclytus difficilis
- Eclytus egregius
- Eclytus exornatus
- Eclytus haustoriatus
- Eclytus multicolor
- Eclytus ornatus
- Eridolius alacer
- Eridolius aurifluus
- Eridolius basalis
- Eridolius bimaculatus
- Eridolius consobrinus
- Eridolius curtisii
- Eridolius dorsator
- Eridolius elegans
- Eridolius ermolenkoi
- Eridolius flavomaculatus
- Eridolius gnathoxanthus
- Eridolius hofferi
- Eridolius lineiger
- Eridolius pachysoma
- Eridolius pictus
- Eridolius romani
- Eridolius rufilabris
- Eridolius rufonotatus
- Eridolius taigensis
- Erromenus analis
- Erromenus bibulus
- Erromenus brunnicans
- Erromenus calcator
- Erromenus junior
- Erromenus plebejus
- Erromenus punctulatus
- Erromenus zonarius
- Excavarus apiarius
- Exenterus abruptorius
- Exenterus adspersus
- Exenterus amictorius
- Exenterus ictericus
- Exenterus oriolus
- Exyston albicinctus
- Exyston calcaratus
- Exyston pratorum
- Exyston sponsorius
- Exyston subnitidus
- Grypocentrus albipes
- Grypocentrus apicalis
- Grypocentrus basalis
- Grypocentrus bilobus
- Grypocentrus cinctellus
- Grypocentrus incisulus
- Hercus fontinalis
- Idiogramma euryops
- Kristotomus laetus
- Kristotomus laticeps
- Kristotomus pumilio
- Kristotomus ridibundus
- Kristotomus triangulatorius
- Monoblastus brachyacanthus
- Monoblastus marginellus
- Neliopisthus elegans
- Neleges proditor
- Netelia cristata
- Netelia dilatata
- Netelia fuscicornis
- Netelia infractor
- Netelia japonica
- Netelia latungula
- Netelia longipes
- Netelia melanura
- Netelia millieratae
- Netelia nigricarpus
- Netelia ocellaris
- Netelia opacula
- Netelia ornata
- Netelia pallescens
- Netelia tarsatus
- Netelia testacea
- Netelia vinulae
- Netelia virgata
- Oedemopsis scabricula
- Orthomiscus unicinctus
- Otoblastus luteomarginatus
- Phytodietus astutus
- Phytodietus gelitorius
- Phytodietus geniculatus
- Phytodietus griseanae
- Phytodietus obscurus
- Phytodietus ornatus
- Phytodietus polyzonias
- Polyblastus alternans
- Polyblastus cancer
- Polyblastus cothurnatus
- Polyblastus macrocentrus
- Polyblastus melanostigmus
- Polyblastus pedalis
- Polyblastus pinguis
- Polyblastus subalpinus
- Polyblastus tener
- Polyblastus tuberculatus
- Polyblastus wahlbergi
- Polyblastus westringi
- Polyblastus varitarsus
- Smicroplectrus bohemani
- Smicroplectrus erosus
- Smicroplectrus excisus
- Smicroplectrus heinrichi
- Smicroplectrus jucundus
- Smicroplectrus nigricornis
- Smicroplectrus perkinsorum
- Smicroplectrus quinquecinctus
- Sphinctus serotinus
- Thymaris niger
- Thymaris srikem
- Thymaris tener
- Tryphon abditus
- Tryphon atriceps
- Tryphon bidentatus
- Tryphon bidentulus
- Tryphon brunniventris
- Tryphon duplicatus
- Tryphon exclamationis
- Tryphon fulviventris
- Tryphon heliophilus
- Tryphon latrator
- Tryphon nigripes
- Tryphon obtusator
- Tryphon relator
- Tryphon rutilator
- Tryphon signator
- Tryphon subsulcatus
- Tryphon thomsoni
- Tryphon trochanteratus

### Xoridinaee
W Wlk. Brytanii stwierdzono m.in.:
- Ischnoceros caligatus
- Ischnoceros rusticus
- Odontocolon dentipes
- Odontocolon quercinum
- Xorides brachylabis
- Xorides csikii
- Xorides fuligator
- Xorides gravenhorstii
- Xorides irrigator
- Xorides niger
- Xorides praecatorius
- Xorides rufipes
- Xorides rusticus